# Harkiv (település)
Harkiv (ukránul: Харків, régies ukrán írásmóddal: Харьків, oroszul: Харьков; magyarul is használatos korábbi neve Harkov) Ukrajna második legnagyobb népességű városa. Népessége 2006-ban 1 461 300 fő volt. A város a Harkivi terület és a Harkivi járás közigazgatási központja. A város egyedül alkotja Harkiv községet.
A várost a Harkiv folyóról nevezték el, de a helyi legenda egy Harjkov nevű kozákhoz köti a település nevének eredetét.
Harkiv Ukrajna jelentős ipari, kulturális és oktatási központja. A város egyetemein főként az ipari és a kutatási karon szakosodnak a hallgatók a mezőgazdálkodásra és a gépészetre.
Itt található egy 35 kilométeres hálózattal rendelkező metrórendszer 28 állomással. Egy másik harkivi érdekesség a Szabadság tér, mely Európában a harmadik, a világon pedig az ötödik legnagyobb városi tér; rajta épült Ukrajna első felhőkarcolója.

## Földrajz és éghajlat

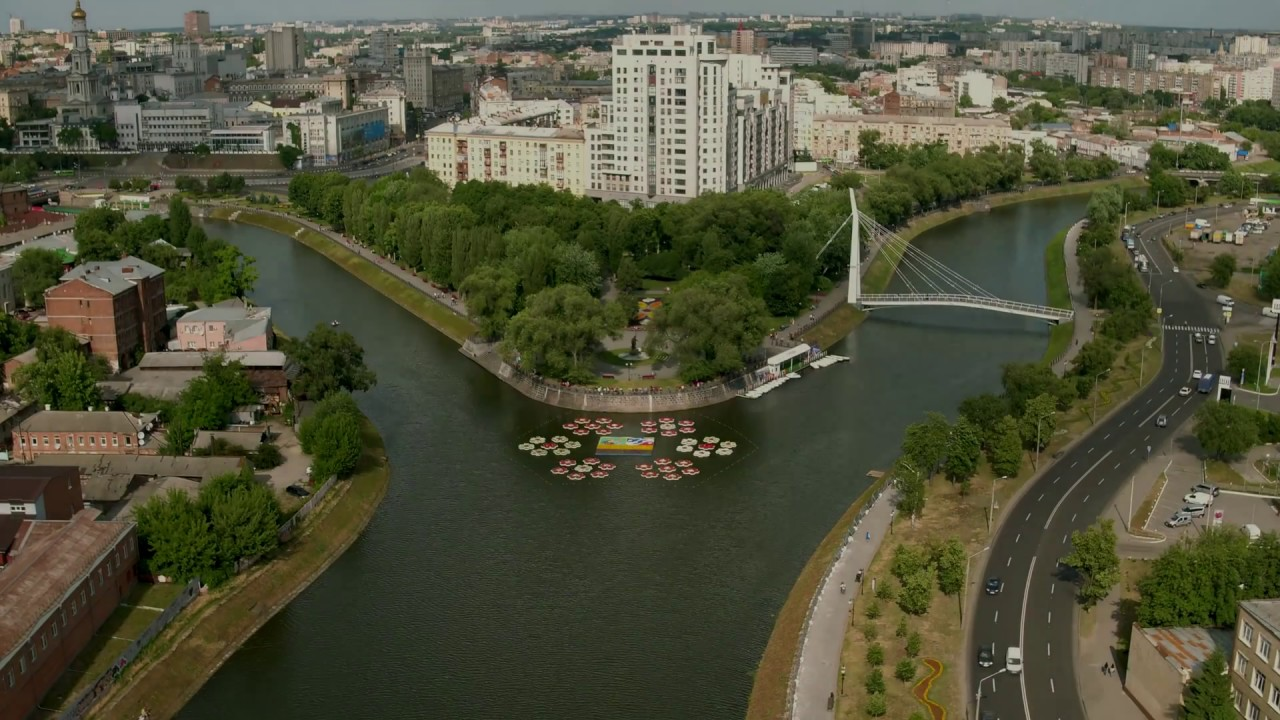

A város a történelmi Szlobozsanscsinai régióban helyezkedik el, ahol a várost a régió fővárosának tartják. A Lopany és az Udi folyóknak a Harkiv folyóba torkollásánál fekszik, melyből a víz a Szeverszkij Donyec víztározója felé folyik tovább.
Éghajlata kontinentális. A tél hideg és csapadékos, a nyár meleg. Az évi átlag hőmérséklet 7,4 °C (januárban −6,9 °C, júliusban 20,3 °C). Az évi csapadék átlagosan 513 milliméter/év, mely főként júniusban és júliusban hullik.
| Hónap                                                 | Jan.  | Feb.  | Már.  | Ápr.  | Máj. | Jún. | Júl. | Aug. | Szep. | Okt.  | Nov.  | Dec.  | Év    |
| ----------------------------------------------------- | ----- | ----- | ----- | ----- | ---- | ---- | ---- | ---- | ----- | ----- | ----- | ----- | ----- |
| Rekord max. hőmérséklet (°C)                          | 11,2  | 14,6  | 21,8  | 30,5  | 34,5 | 36,8 | 38,8 | 39,8 | 34,5  | 29,3  | 20,3  | 13,4  | 39,8  |
| Átlagos max. hőmérséklet (°C)                         | −2,2  | −1,6  | 4,3   | 14,0  | 20,8 | 24,3 | 26,4 | 25,7 | 19,4  | 12,0  | 3,6   | −1,1  | 12,2  |
| Átlagos min. hőmérséklet (°C)                         | −7,0  | −7,3  | −2,4  | 4,6   | 10,3 | 14,2 | 16,2 | 14,9 | 9,8   | 4,3   | −1,5  | −5,9  | 4,2   |
| Rekord min. hőmérséklet (°C)                          | −35,6 | −35,0 | −32,2 | −13,1 | −6,0 | −1,1 | 5,7  | 1,2  | −4,8  | −18,1 | −22,6 | −31,4 | −35,6 |
| Forrás: http://www.pogodaiklimat.ru/climate/34300.htm |       |       |       |       |      |      |      |      |       |       |       |       |       |

## Történelme

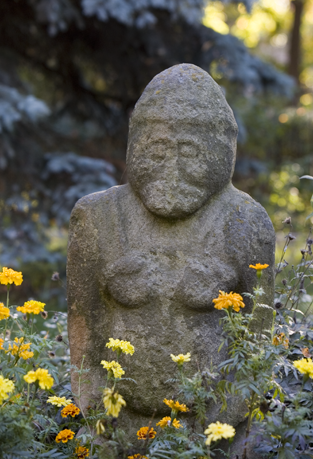
Kurgán-sztélé, a helyiek által szkifszkaja babának nevezett szkíta baba

Régészetileg bizonyított, hogy a mai Harkiv területén Kr. e. 2. évezred óta éltek emberek. A bronzkorból származó leletek olyan régiek, mint a szkíta és a szarmata törzsektől származók. A leletek bizonysága szerint az itteni Csernyakov-kultúra a 2.–6. századig virágzott. A későbbi városok alapítását a keleti törzsek nyugatra vándorlása nehezítette.
A mai város alapítói lengyelek elől menekülő ukrán földművesek voltak, valamikor az 1600-as években. Egy az orosz cárnak írt levelükben kérvényezték, hogy az akkori Oroszország területén várat építhessenek. Mivel az oroszoknak is jól jött egy határ menti erőd, 1654-ben engedélyezték a váralapítást. Aztán a vár köré fokozatosan egyre több ember telepedett le, majd lassan kialakult a város. Ezután Harkov még hosszú ideig Oroszországhoz tartozott.

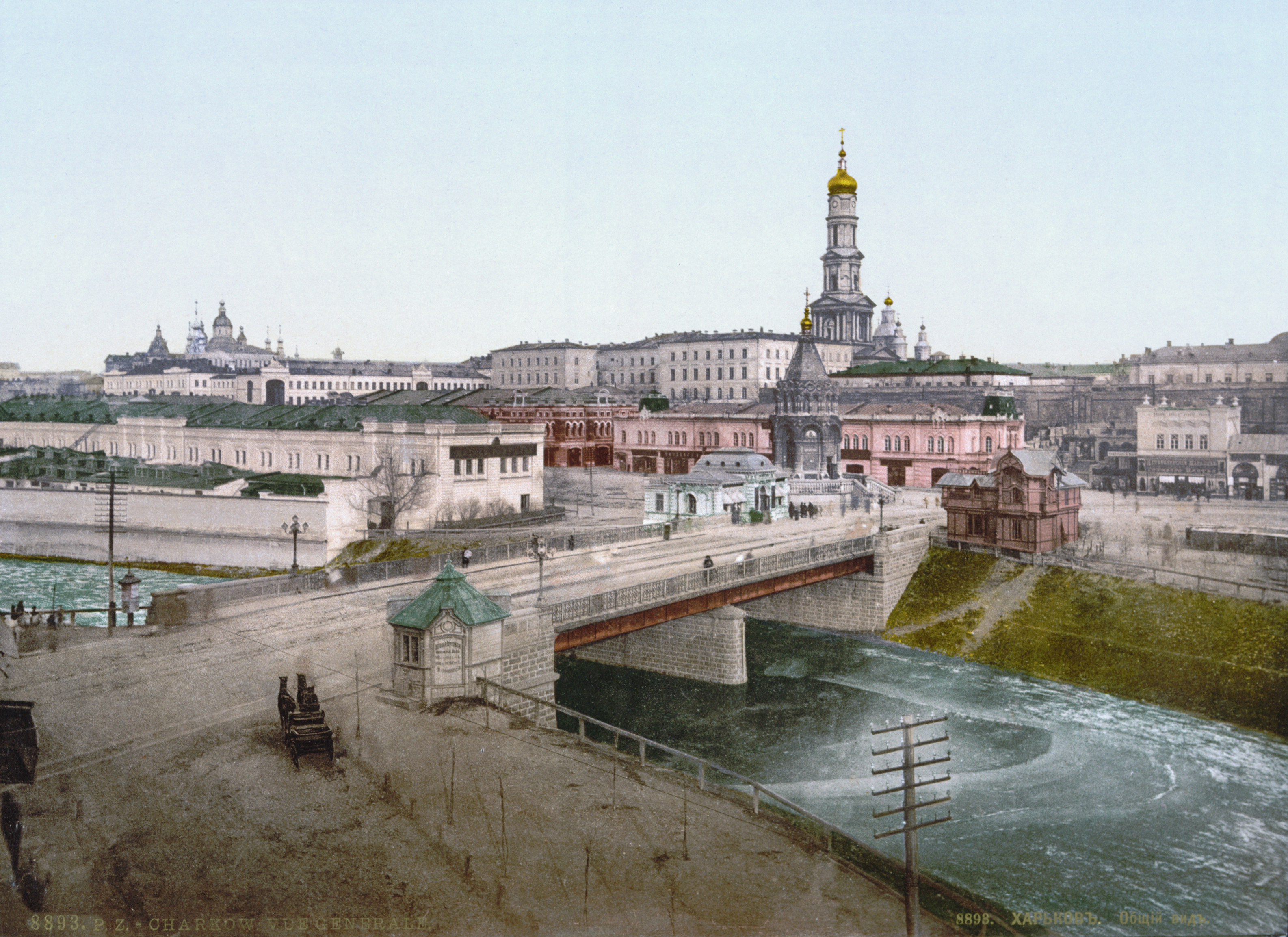
Harkiv látképe a Lopany folyóval (képeslap, 1890-es évek)

A 17. században alapított városnak 1805-től van egyeteme (Harkivi Állami Egyetem). Ezután a kevés ipart és a vasutat is fejlesztették; ezek hatására a város virágzásnak indult. A Szovjetunió korai évei alatt Harkiv volt az Ukrán Szovjet Szocialista Köztársaság fővárosa (1917–1934 között). Az 1930-as évek elején, az ukrajnai éhínség (holodomor) sok embert hajtott a földekről a városokba (különösen Harkivba) a megélhetésük érdekében, egy részük azonban így is éhen halt, (élelem és pénz hiányában). Halottak hevertek az utcákon, mert nem volt aki eltemesse őket, akit mégis elhantoltak, azt pénz hiányában a város temetőiben titokban tették. 1940 áprilisában és májusában a Sztarobelszk tábor körülbelül 3800 lengyel rabját kivégezték a harkivi NKVD épületében. A kivégzetteket később a Pjatihatki (ma Harkiv egyik városrésze) erdeiben ásták el (a katyńi vérengzés részeként).

### A második világháború

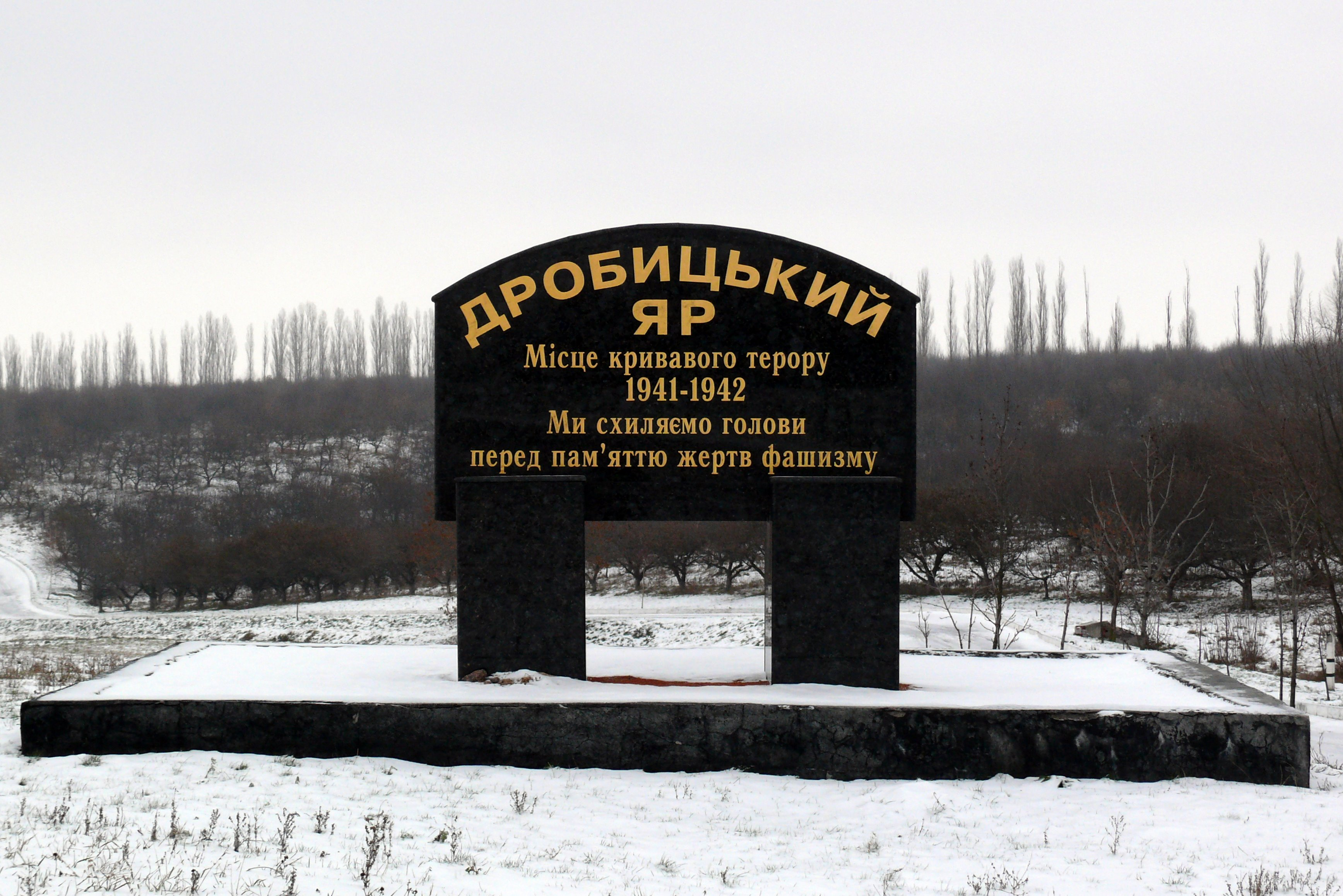
A Drobckij Jar

A második világháború alatt Harkiv több jelentős katonai esemény színhelye volt. A Harmadik Birodalom és katonai szövetségesei elfoglalták a várost, amit a Vörös Hadsereg visszafoglalt, majd a németek másodszor is elfoglalták, alóluk 1943. augusztus 23-án szabadult fel. Épületeinek 70%-a elpusztult, lakói közül pedig tízezrek haltak meg. Harkiv volt a legnépesebb város a Szovjetuniónak azon a részén, amelyet a Wehrmacht a világháború utolsó éveiben elfoglalt. Kijev népessége is kisebb volt Harkivénál.
A német megszállás előtt Harkiv hadiipari üzemeit az Urál régióba evakuálták. Bár a város újjáépítése éveket vett igénybe, a vállalatokat a háború után gyorsan vissza tudták telepíteni Harkivba, és még mindig működnek.
1941 decembere és 1942 januárja között 30 000 embert (főként zsidót) végeztek ki a németek. Az áldozatokat a legnagyobb „tömegsírokba” temették, főként a Drobickij Jar szikla hasadékában.
A második világháború alatt négy nagy csatát vívtak a városért:

#### Harc Harkivért

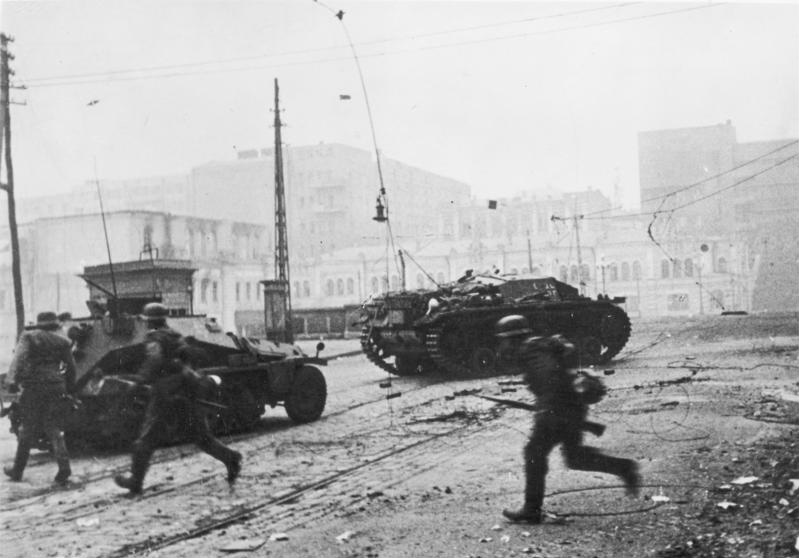
A német és a szovjet katonaság harca Harkiv utcáin

Az első harkivi csataként is emlegetett Wehrmachtos taktikai hadműveletben a német dél-ukrajnai hadseregcsoport 6. Hadserege akarta elfoglalni a várost a Barbarossa hadművelettel 1941. október 20-án. A szovjetek a 38. Hadsereget rendelték a város védelmére, mivel ekkorra már az üzemeket leszerelték és előkészítették a keletre szállításukat.
Október 21-ére már minden ipari felszerelést vagonokba rakodtak, ám a németek aznap 11 km-nyi sínpályát zártak le. A német 6. Hadsereg elkezdte a támadásokat, mialatt a szovjet 17. Hadsereg délről szintén felkészült védekező felállásban, október 24-én.
Habár aznap a német hadsereg győzött, a szovjet vonatok legtöbbjét evakuálták a szovjet területekre.

#### Harkivi csata
A második harkovi csata, ahogy Wilhelm Keitel elnevezte, a Vörös Hadsereg elleni küzdelem volt 1942. május 12-étől május 28-áig az Izium hídfőnél, a Keleti Fronton, a második világháború idején. Célja a barenkovói magaslat és az Iziumi híd felszámolása a Donyec (ukránul: Sziverszkij Donyec) folyón, melyek a szovjet offenzíva területei voltak. A téli ellentámadás sikeres volt, elűzte a német csapatokat Moszkvától, de a szovjet haderők tartalékait is kimerítette, a harkivi ellentámadás egy új szovjet kezdeményezés volt a stratégiai kezdeményezéseik kiterjesztésére, annak ellenére, hogy nem sikerült a meglepetés erejével támadniuk.
1942. május 12-én a szovjet haderők Szemjon Konsztantyinovics Tyimosenko (ukránul: Szemen Konstyantinovics Timosenko) parancsára támadást indítottak a német 6. Hadsereg ellen a téli támadás alatt kiépített futóárokrendszerből. A kezdeti biztató jelek után a németek megállították a támadást. Számos törzstiszt, köztük maga Sztálin hibája is, hogy nem sikerült felbecsülniük a 6. Hadsereg erejét, illetve hogy túlbecsülték a saját újonnan kiképzett erőiket, így a németek egy sikeres bekerítő hadmozdulattal elvágták őket a frontvonaltól.

#### Harkivi támadó hadművelet
A harmadik harkivi csata a Vörös Hadsereg egyik támadó hadművelete volt a második világháborús Európa színterén, Harkiv város környékén, 1943. február 19-től március 15-ig. A német déli hadseregcsoport leveri a Vörös Hadsereget. A németeknél Donyec-hadjáratként, az oroszoknál Donbasz és Harkiv hadműveletként ismert. A német ellentámadás 52 szovjet hadosztály megsemmisüléséhez valamint Harkiv és Belgorod városok újbóli elfoglalásához vezetett.
Mivel a német hatodik hadsereget Sztálingrádnál bekerítették, a Vörös Hadsereg szélesebb támadásra vállalkozott a déli hadseregcsoport java ellen. Ez 1943. január 2-án érte el tetőpontját, amikor a szovjetek Hadműveleti Csillagot kezdeményeztek, mely januárban és kora februárban megtörte a német védelmet, így a szovjetek visszaszerezhették Harkivot, Belgorodot és Kurszkot. A szovjet offenzíva sikeres volt, azonban egységeik túlságosan szétszóródtak.

#### A Polkovogyec-Rumjancev hadművelet
A Polkovogyec Rumjancev (oroszul: Полководец Румянцев, magyarul: "Rumjancev hadvezér", a 18. századi Peter Rumjancev után elnevezve) a Harkiv-Belgorodi szovjet stratégiai támadó hadművelet kódja volt 1943. augusztus 3. és 23. között a Wehrmacht 4. Páncélos hadseregcsoportja és a Kempfi hadosztály ellen a második világháború során. A hadműveletet Voronyezs és a Sztyeppe Front vezette a Kurszki-magaslat Belgorodi (déli) szektorában. Egy Wilhelm Keiteltől származó forrás szerint ez volt a Negyedik Harkivi Csata, habár semmi köze nincs a harmadikhoz.

### Érdekességek

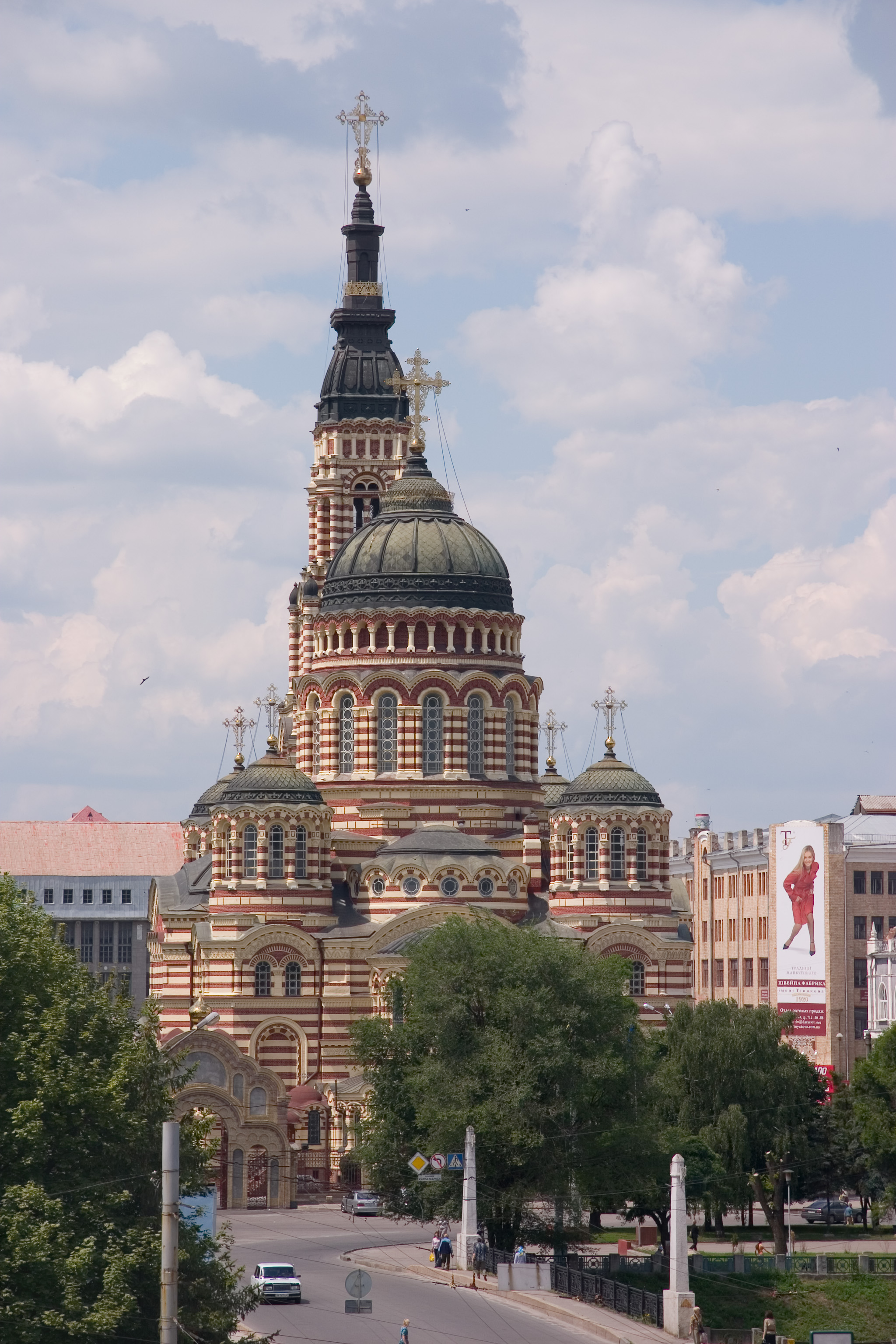
A Blagoviscsenszkij-templom

A sztálinista Szovjetunió idején olyannyira Moszkva-központúvá akarták kiépíteni a birodalmat, hogy a moszkvai dolgoknál „jobbakat” meg kellett semmisíteni vagy a moszkvaiaknál „rosszabbra” átépíteni. Erre példa a Ploscsagy Szvobodi (Szabadság tér), mely jóval nagyobb volt a moszkvai Vörös térnél, ezért több mint a felét parkosították. Mára azonban nagy részét visszaépítették. Másik példa erre a Blagovescsenszkij székesegyház (Благовещенский собор) nevű ortodox templom, amely nagyobb volt a Vaszilij Blazsennij-székesegyháznál, emiatt levették tetejéről a keresztet, és kisebbet tettek rá (mára visszahelyezték az eredetit).
Ukrajnának ezen a vidékén másképpen, ún. harkivi stílusban játszanak az ukrán népi hangszeren, a bandurán.

## Gazdaság
A város környékének mezőgazdaságában főleg az őszi búza, a cukorrépa és a napraforgó a főszereplő. A város iparának egy részét természetesen az ezen termények feldolgozására épülő élelmiszeripar (cukor-, szesz-, étolaj- és húsipar) adja. Ezen kívül az ipari tevékenység meghatározó eleme a szerszám-, a mező- és a bányagépgyártás, valamint az energetika- és vegyipar. A 2000-es évek elején több-kevesebb sikerrel megkezdődött a régi hadiipari üzemek polgári cikkek gyártására való átalakítása, valamint privatizálása, bár ez a folyamat még napjainkban is tart. A városban jelenleg több mint 380 ipari vállalat van, ezek összesen nem kevesebb, mint 150 000 embert foglalkoztatnak. Leghíresebbek a Morozov Tervezőiroda (HKBM), a Malisev Gépgyár, mely az 1930-as évek óta gyárt harckocsikat, s mára mezőgazdasági gépeket is. Harkivban működik a repülőgépeken, rakétákon és atomerőművekben alkalmazott műszereket és irányítástechnikai berendezéseket gyártó Hartron, valamint az erőművi gőzturbinákat gyártó Turboatom.

## Kormányzás és adminisztratív felosztás

Harkiv kerületei

A város 9 kerületből (rajon) áll:
| A kerület magyar,    | ukrán, valamint    | orosz neve (az orosz név átírása)                               |
| -------------------- | ------------------ | --------------------------------------------------------------- |
| Dzerzsinszkij        | Дзержинський       | Дзержинский (Dzerzsinszkij)                                     |
| Zsovtnevij           | Жовтневий          | Октябрьский (Oktyabrszkij)                                      |
| Kijivszkij           | Київський          | Киевский (Kijevszkij) (1957-ig Кагановичский [Kaganovicsszkij]) |
| Kominternyivszkij    | Комінтернівський   | Коминтерновский (Kominternovszkij)                              |
| Lenyinszkij          | Ленінський         | Ленинский (Leninszkij)                                          |
| Moszkovszkij         | Московський        | Московский (1961-ig Сталинский [Sztálinszkij])                  |
| Frunzenszkij         | Фрунзенський       | Фрунзенский (Frunzenszkij)                                      |
| Ordzsonyikidzevszkij | Орджонікідзевський | Орджоникидзевский (Ordzsonyikidzevszkij)                        |
| Cservonozavodszkij   | Червонозаводський  | Червонозаводской (Cservonozavodszkoj)                           |

## Népesség

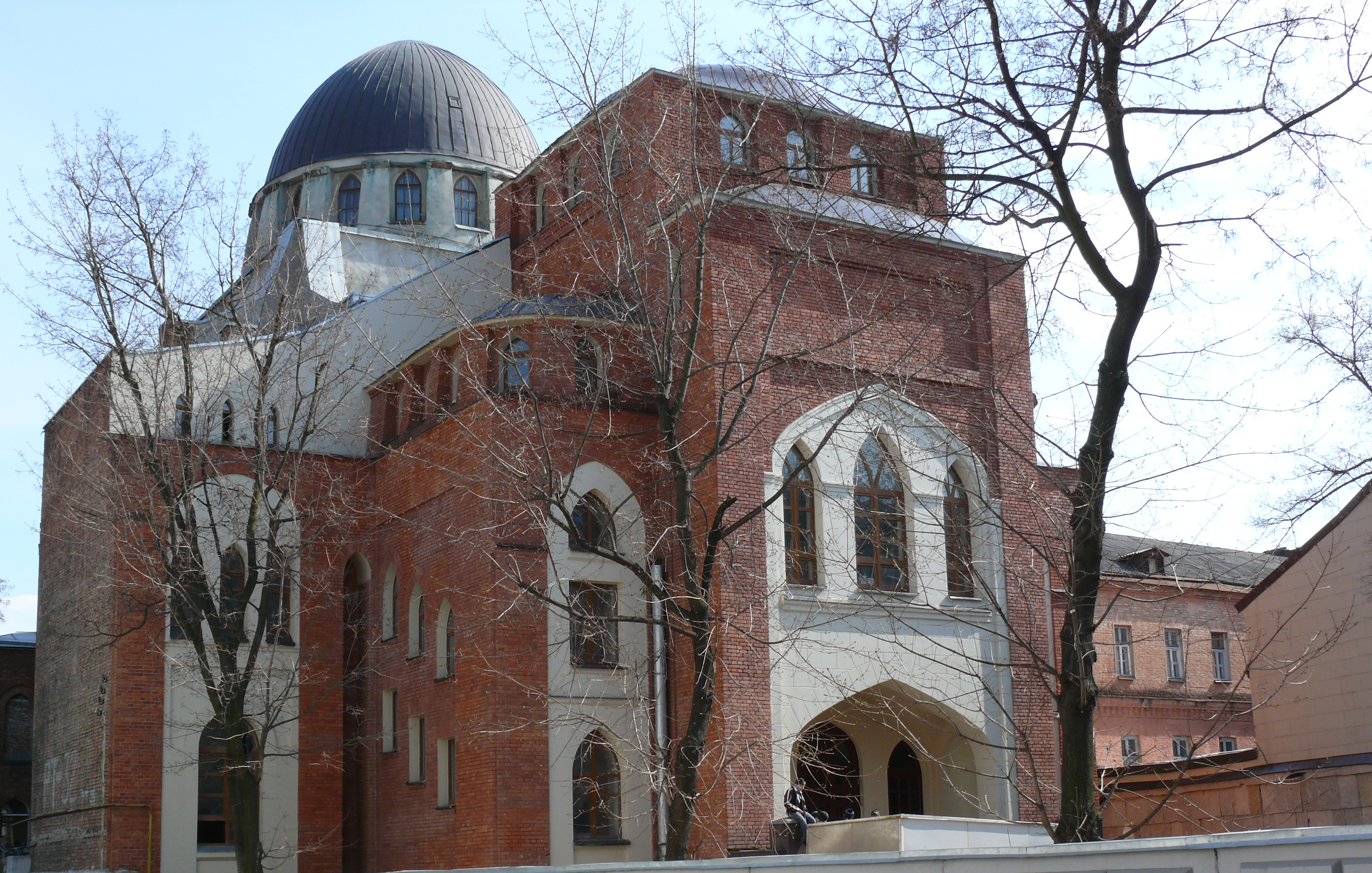
Harkivi zsinagóga

1989-ben a Szovjetunióban 1 593 970 lakosa volt, 1991-ben 1 510 200-ra esett vissza, ebből 1 494 200 állandó lakos. Harkiv jelenleg a második legnagyobb ukrán város a főváros, Kijev után.

### Népességváltozás
| Lakosok száma | 11 000 | 35 600 | 300 000 | 832 913 | 934 136 | 1 222 852 | 1 609 959 | 1 439 733 | 1 433 886 | 1 421 125 |
|               | 1787   | 1856   | 1917    | 1939    | 1959    | 1970      | 1989      | 2016      | 2021      | 2022      |

### Etnikumok
Harkiv nemzetiségi összetétele az 1989-es népszámlálás alapján: ukránok: 50,38%, oroszok 43,63%, zsidók 3%, belaruszok (fehéroroszok) 0,75%, és minden más (több mint 25 kisebbség) 2,24%.
| Etnikum / Év | 1897  | 1926  | 1939  | 1959  | 1989  | 2001  |
| ------------ | ----- | ----- | ----- | ----- | ----- | ----- |
| ukránok      | 25.9% | 38.6% | 48.5% | 48.4% | 50.4% | 62.8% |
| oroszok      | 63.2% | 37.2% | 32.9% | 40.4% | 43.6% | 33.2% |
| zsidók       | 5.7%  | 19.5% | 15.6% | 8.7%  | 3.0%  | 0.7%  |

### Nyelv
A város lakossága jelentős részben az orosz nyelvet beszéli.

## A modern Harkiv
Harkiv látnivalói: a Derzsprom(ua) irodaháza, az Emlékmű Komplexum, a Szabadság tér, a Tarasz Hrihorovics Sevcsenko-emlékmű, a „Tükör-vizesés”, az Uszpenszkij-katedrális, a Milícia múzeum, a Pokrova-katedrális, a Tarasz Sevcsenko-kertek, a harkivi drótkötélpálya, Blahovisenszkij-katedrális, a gyermekvasút és a Szumszka utca 6. sz. alatti épület.

### Kultúra

#### Galériák

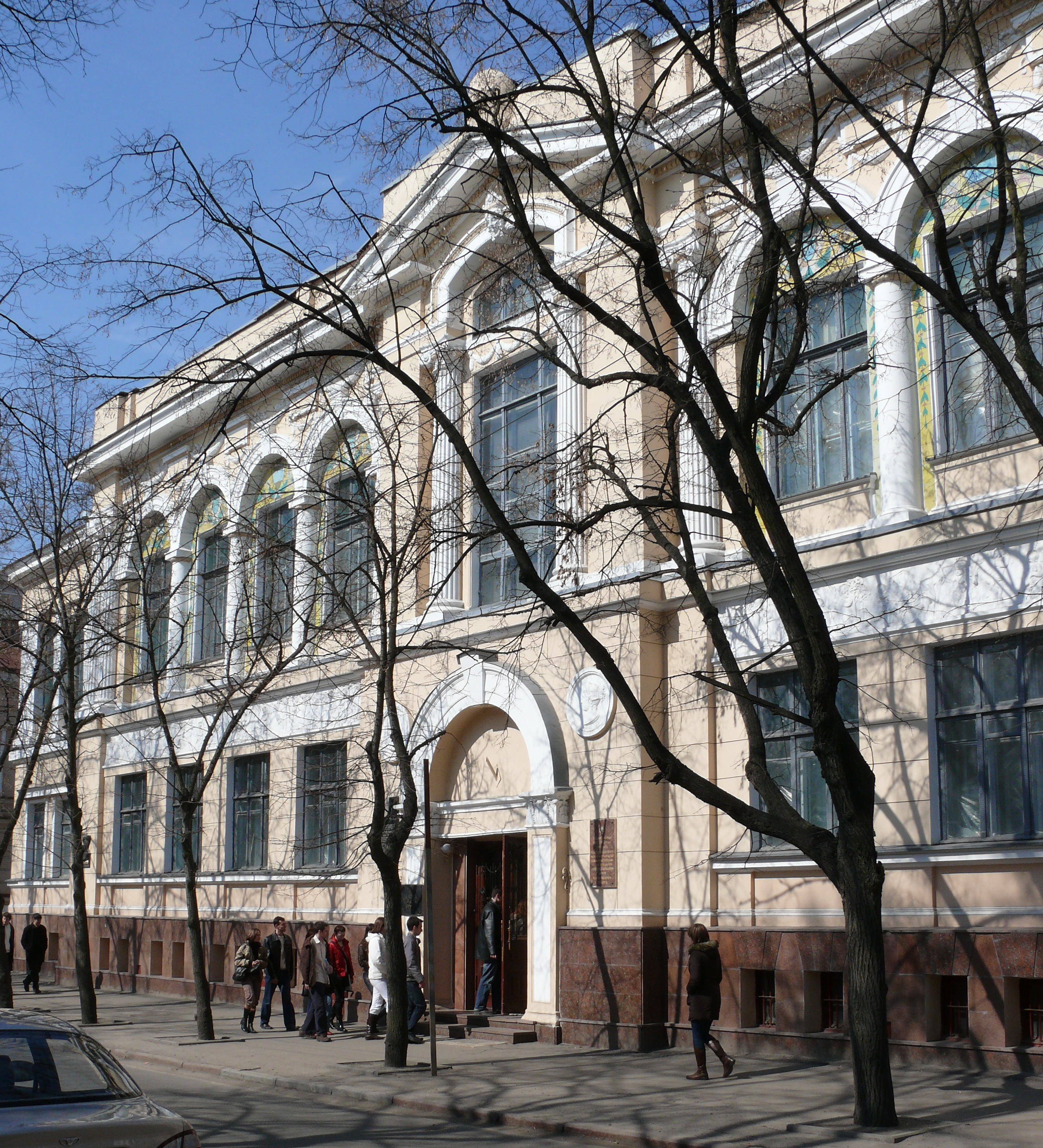
A harkivi Művészeti múzeum

Festők háza: Itt a helyi festők műveiből készített kiállítások tekinthetők meg, valamint különböző festőtalálkozókat, művészeti megbeszéléseket szerveznek ide.
DABO galéria: Nemrégiben nyílt galéria, mely nem feltétlenül a helyi és az ukrán művészeket támogatja, inkább különböző európai festőket hív meg. Célja az ukrán és az európai művészek együttműködése. A Venszkij Dom komplexumban található.
Maestro galéria
Önkormányzati galéria: Egyértelműen a legérdekesebb a városban. Amíg a komolyabb galériák, pl.: DABO vagy az AVEK jobban kedvelik a már híres festőket, az önkormányzati galéria a fiatal, ambiciózus művészek műveit állítja ki. Néha különböző programokat kombinál helyi művészbandákból: a kiállítások gyakran fiatal zenészek játszanak.
Akadémiai galéria: A harkivi Dizájn- és Művészakadémiában található. Híres és elismert ukrán művészek műveiből éppúgy szervez kiállítást, mint a fiatal tehetségekéiből.
AVEK galéria: Harkiv egyik legjobb galériája. Kiállításait különböző érdekes műfajokból szervezi: absztrakt festményekből, szobrokból és különböző kulturális dokumentumokból. A belépés mindenkinek ingyenes, mégis mindig található itt valami érdekes.
Népművészetek regionális központja főleg az ukrán népművészeti művekből készít kiállításokat, szervez fesztiválokat, gyakran a város főterén.

#### Színházak
Operaház: A harkivi operaház története 1874-ben kezdődött. Hosszú évek és több száz színdarab után a Harkivi opera elérte jelenlegi színvonalát. 1925-ben az első Állami Opera után hozták létre, hatalmas adományokat adva az opera személyzetének. Sok híres operaénekes kezdte pályafutását a harkivi operában.
Persze voltak az operaháznak is nehéz napjai. 1934-ben a színházi személyzet egy része átköltözött Kijevbe. A továbbra is az ukrán állam kezében maradt színház épületét a háború idején teljesen megsemmisítették.
1991 óta a színház egy új épületben üzemel a Szumszkaja utcában, a város szívében. Az épület szerkezete acélból épült, ami már önmagában is látnivaló.
Bábszínház: A színház története 1939-ben indult, de csak tizenhárom évvel később kezdett el fejlődni, amikor Viktor Afanasziev lett az igazgatója. Még több mint harminc évig ez maradt Ukrajna egyik vezető bábszínháza, amíg az országon belül máshol is nem koncentráltak ilyen magas színvonalú bábszínházi darabok írására. Ekkor hozták létre a bábmúzeumot is.
Sevcsenko színház: A későbbi igazgatója, Olekszandr „Lesz” Sztepanovics Kurbasz (ukránul: Олександр «Лес» Степанович Курбас) alapította 1922-ben. Itt kezdte pályáját sok mai népszerű ukrán színész; közülük néhányan a színház igazgatójává váltak. A színház eredeti neve Berezil volt, és a kezdetektől fogva az ukrán színészek képzésére fókuszált. Mai hírnevét modern felfogásának és az avantgardnak köszönheti.
Puskin színház: A színházat 1933-ban alapították. Kezdettől fogva támogatta az akkori szovjet színészeket. Rengeteg orosz és nemzetközi klasszikust mutattak be a színpadján, köztük Tolsztoj és Shakespeare darabjait. Az 1960-as években még nagyobb népszerűségre tettek szert az akkor játszott romantikus hullám darabok által.
1988 tragikus év volt a színház életében. Egy napon tűz ütött ki és az egész színház leégett. Ennek következtében az egész színházat át kellett költöztetni egy másik épületbe. Újjáépítése 1995-ben kezdődött meg, és nyolc évet vett igénybe. Az épületet 2003 októberében nyitották meg újra. Ma a Puskin színházban több mint 26 modern és klasszikus darabot mutatnak be a nézőközönségnek.

#### Klasszikus zene

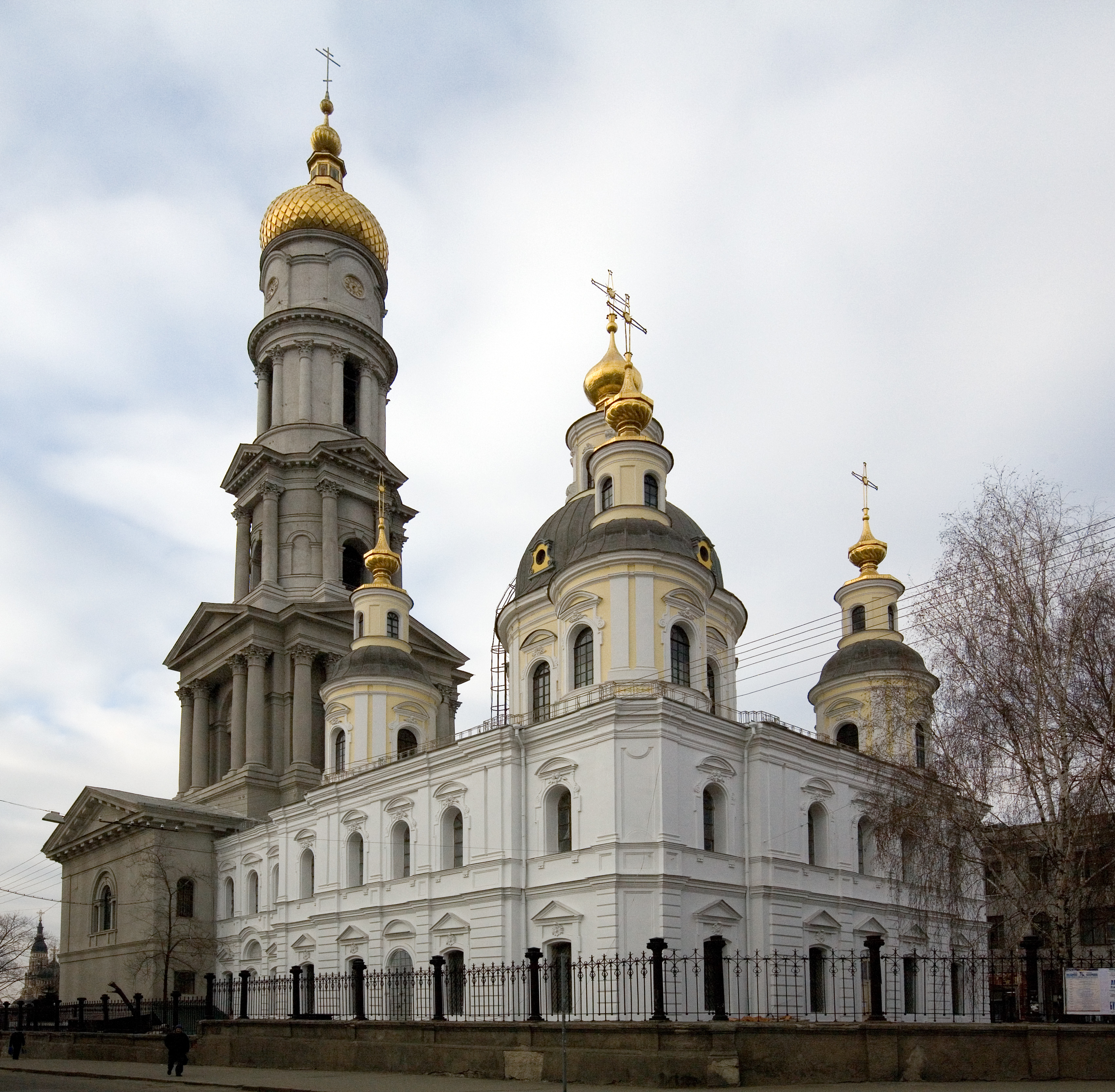
Az Istenanya elszenderedése-székesegyház

A 'Filharmonikus csarnokban profi zenekarok mutatják be kortárs zeneszerzők és klasszikusok munkáit. Évszakonként hoznak új programokat, melyek néha elég érdekes kísérletnek bizonyulnak. A felújított épület a város központjában található.
Az orgona- és kamarazene háza 1968-ban nyílott meg az Uszpenszkij-katedrálisban. Húsz év alatt sok különböző programot mutattak be a házban, amely csodálatos akusztikájáról híres. A repertoár orgona- és orgona-vokál-hangversenyekből áll a klasszikus és kortárs zeneszerzők műveiből és egy-egy ukrán tartománybeli népzenéből.

### Oktatás

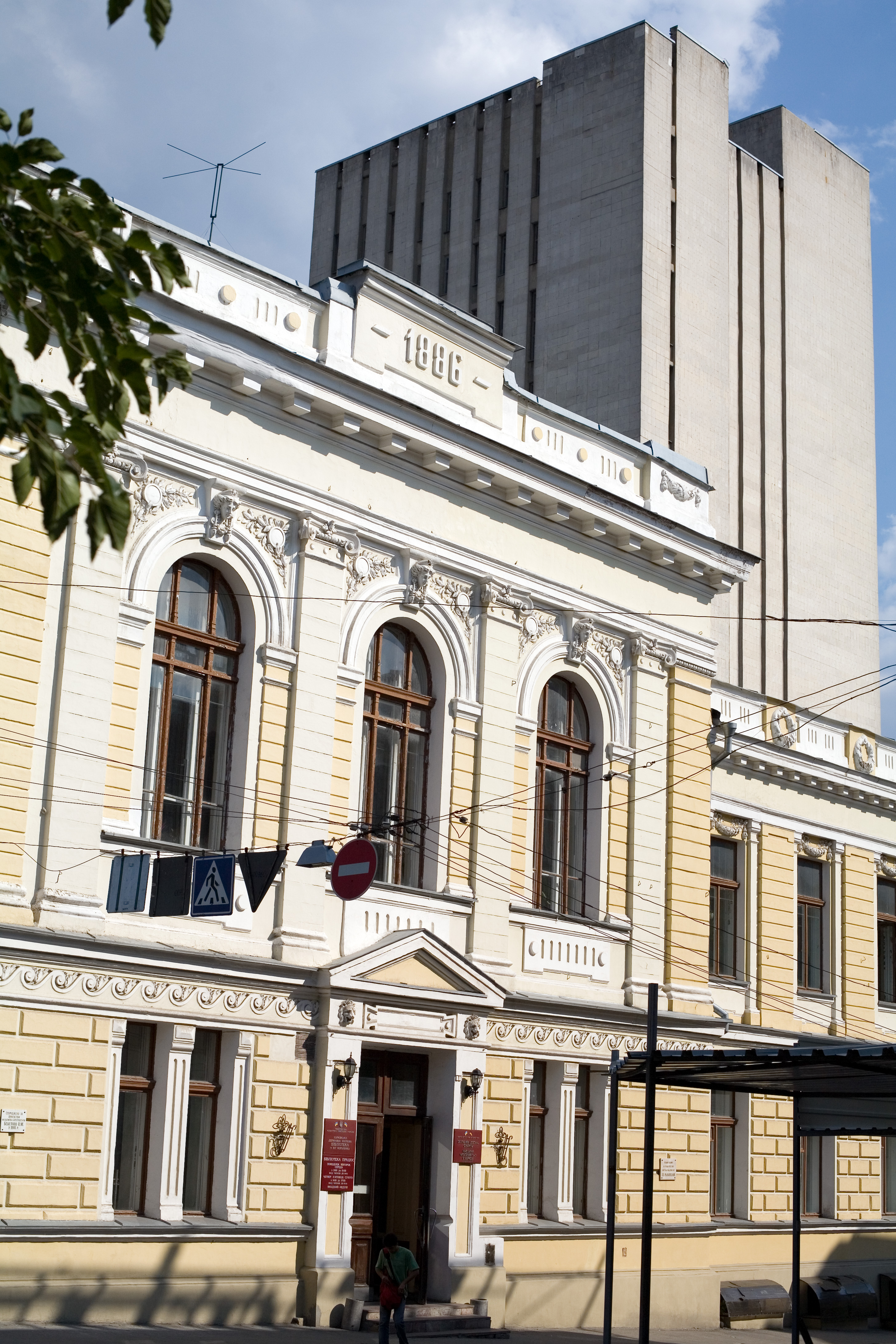
A harkivi Korlenko-könyvtár épülete

Harkiv Kelet-Európa leggyorsabban fejlődő felsőoktatási és kutatási központja. A város 13 nemzeti egyeteme és számos professzionális, műszaki és privát felsőoktatási intézménye rengeteg különböző szakot kínál a diákoknak. A Harkivi Nemzeti Egyetem (12 000 hallgató) és a Harkivi Műszaki Egyetem (10 000 hallgató) Ukrajna vezető egyetemei közé tartoznak. Harkiv felsőoktatási intézményeiben összesen 150 000 diák tanul. Ebből megközelítőleg 9000 külföldi, akik 96 különböző országból származnak. A város felsőoktatási intézményeiben több mint 17 000 különböző kar és szak működik.
A város kutatóintézetei elég magas színvonalúak, pedig függetlenek vagy csak lazán függnek az egyetemektől. A három legnevesebb kutatási intézmény a Harkivi Fizikai és Műszaki Intézet, a Metrológiai Intézet  és az Állatorvosi Gyógyszerek Kísérleti és Klinikai Intézete. Itt található még az Ukrán Nemzeti Tudományos Akadémia 20 nemzeti kutatási intézménye, mint például az Alacsony Hőmérsékletű Fizikai és Műszaki Intézet . Ezen intézményekben dolgozó tudósok száma megközelíti a 26 000 főt.
A Harkivi Állami Tudományos Vlagyimir Korolenko-könyvtár, a legfőbb kutatókönyvtár különféle egyetemekkel és kutatóintézményekkel és más könyvtárakkal is társult.
A városban összesen 212 iskola, 10 líceum és 20 gimnázium található.

#### Egyetemek
- Ukrán Polgári Védelmi Főiskola: 1928-ban nyílt meg, Ukrajnában először tűzoltóképző-tanfolyamokat indítva. Az azóta eltelt 85 év alatt olyan naggyá fejlődött az egyetem hogy mára a polgári védelem különböző területein is oktat. Weblapja: www.apbu.edu.ua.
- Nemzetközi Szlavisztikai Egyetem: 1993-ban alapították, viszonylag ﬁatal és gyorsan fejlődő egyetem, melyben javarészt a közgazdaságtan területein oktatnak. A Nemzetközi Szlavisztikai Egyetem ezen kívül még nyelvészeti és koreográﬁai szakokat vezet. Weblapja: www.msu.kharkov.ua.
- Zsukovszkij Űrhajózási és Repülési Egyetem: Harkiv egyik legfontrosabb felsőoktatási intézménye. Az 1930-as években az egyetem részt vett a jelentős szovjet tudományos fejlesztések sorozatában. Manapság az egyetem még mindig híres a légtérkutatási munkájáról és nagyon magas szintű tananyagáról. Napjainkban specialistákat képez a „légtér mezejére”.  Weblapja: www.khai.edu.
- Harkivi Élelmezésszervezési és Technológiai Akadémia: Ez az egyetem az üzlet és élelmiszeripar területén nyújt oktatást. Majdnem minden karon az élelmiszer-előállításban lévő műszaki különlegességek hirdetésével foglalkozó nemzetközi menedzsereket képeznek. Weblapja: www.hdatoh.kharkov.com.
- Harkivi Katonai Repülési Egyetem: Az egyetemen katonai képzést végeznek. A Katonai Repülési Egyetem

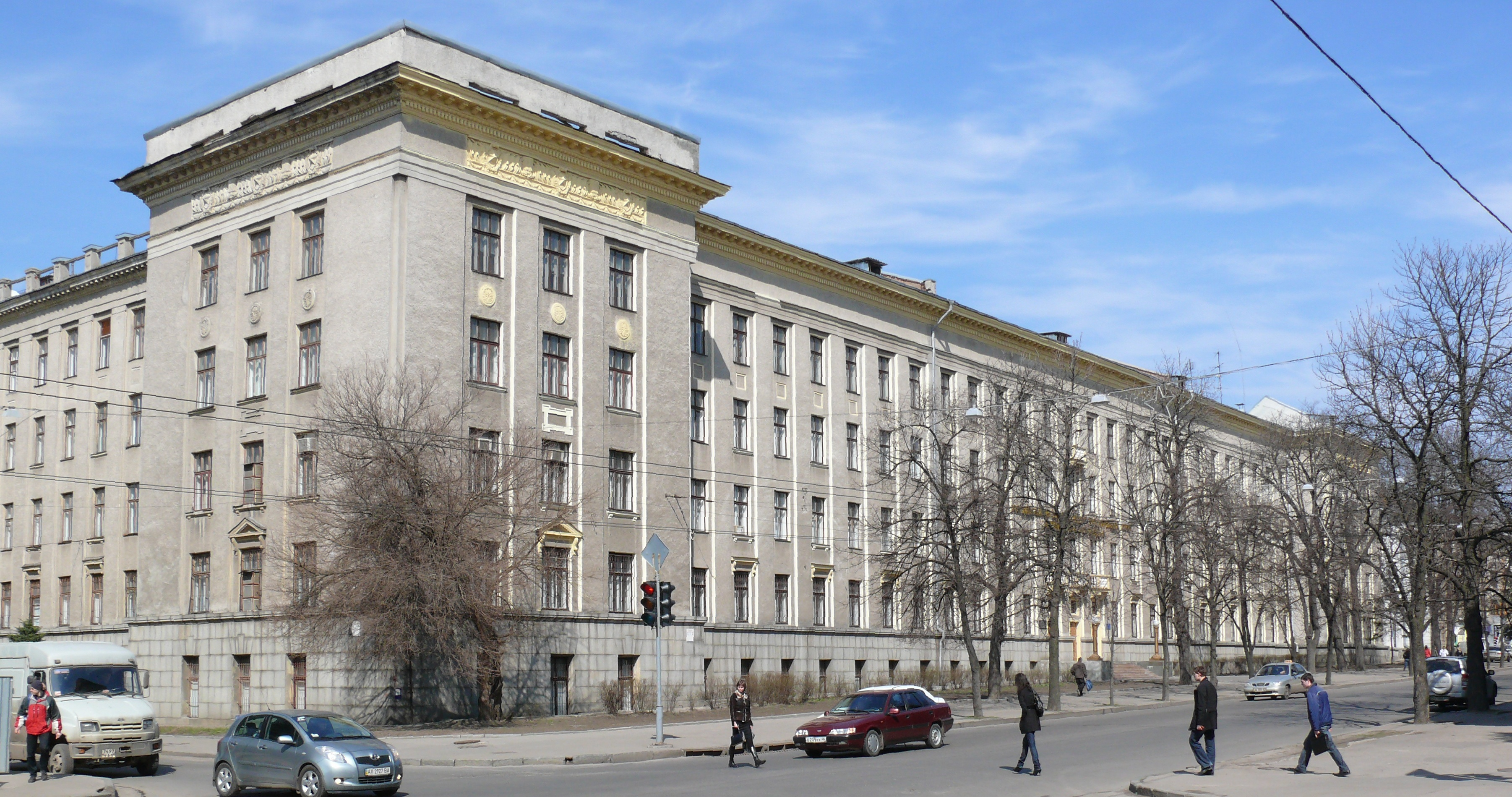
A Katonai Repülési Egyetem

- Harkivi Nemzeti Agrártudományi Egyetem: Az egyetem agrártudományokkal, erdőgazdálkodással és az ökológia egyes ágazataival foglalkozik. 1816-ban alapították. A Szovjetunió összeomlása után nagy károkat szenvedett, de mára újraszervezték, és ismét üzemel. Weblapja: agrouniver.kharkov.com.
- Harkivi Nemzeti Gazdaságtudományi Egyetem: Az ekonómia különböző területein nyújt oktatást. A legfőbb különlegességei a marketing, menedzsment, gazdasági törvények, nemzetközi gazdasági kapcsolatok, bankügylet és kisebb dolgok, mint például a turizmus. Weblapja: www.hneu.edu.ua.
- Harkivi Nemzeti Egyetem: Az egyetemet 1805. január 29-én nyitották meg, s akkor az egyik jelentős nevelési kulturális és tudományos központként nagyban hozzájárult a város fejlesztéséhez. A Harkivi Nemzeti Egyetem 200 éves, dicsőséges múltra tekint vissza, s ez nemcsak Ukrajnában, hanem egész Európában híressé tette. A sok tudós közül, akik az egyetemen végeztek, három Nobel-díjra is szert tett.
A modern oktatás lefedettsége érdekében az intézmény 18 iskolát szervezett (Gépészmérnöki Iskola, Fizikai és Technológiai Iskola, Radio-Fizikai Iskola, Fizikai Iskola, Kompjútertudományi Iskola, Biológiai Iskola, Filozóﬁai Iskola, Földtani (Geológiai) és Földrajzi (Geográfiai) Iskola, Gazdasági Iskola, Idegen Nyelvek Iskolája, Történelmi Iskola, Nyelvtudományi Iskola, Alapfokú Egészségügyi Iskola, Kémiai Iskola, Szociológiai Iskola, Pszichológiai Iskola, Távolabbi Oktatás és Újraképzés Iskolája, Fizikai és Energiai Iskola).Az egyetem weblapja: www.univer.kharkov.ua.
- A Rádioelektronikai Egyetem

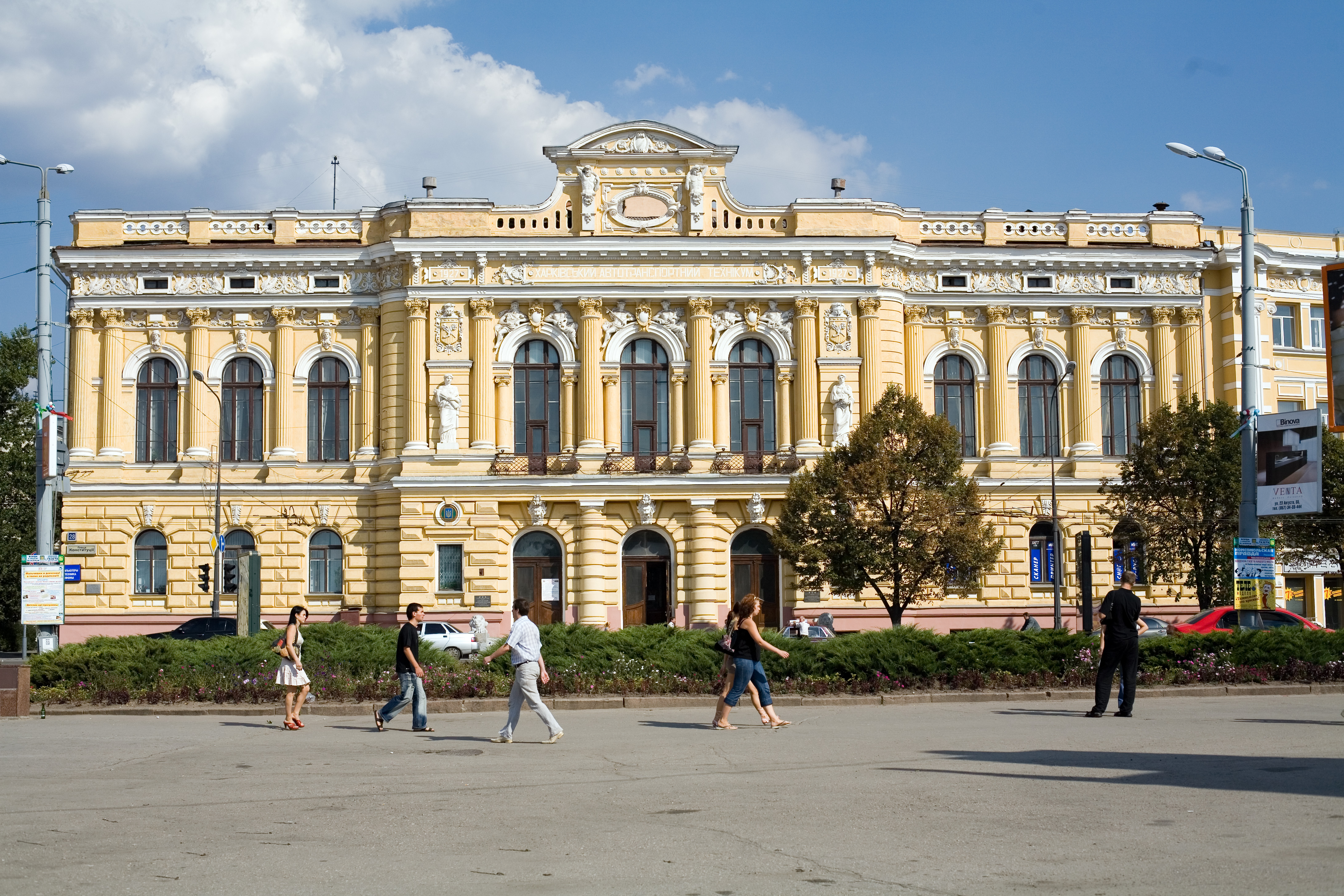
A Rádioelektronikai Egyetem

Harkivi Nemzeti Rádióelektronikai Egyetem: A Harkivi Nemzeti Rádióelektronikai Egyetem nyújtja a legmagasabb szintű számítástechnika-oktatást a városban. Speciális oktatás folyik a modern mesterséges intelligenciáról és az E-Commerce-ről, valamint a mindennapi dolgokról is, például az orvosi elektronikáról és nyomtatásról. Az egyetem különböző nemzetközi programokhoz járul hozzá, így idegen diákoknak is oktatást nyújt. Weblapja: www.kture.kharkov.ua.
- Harkivi Nemzeti Pedagógia Egyetem: Az egyik legrégebbi egyetem. 1811-ben nyitották, akkor még kis oktatási kapacitással, majd a következő közel 200 év alatt vált naggyá. Ma 17 különféle fakultást lehet felvenni. Az egyetem fő feladata tanárok és oktatási specialisták képzése. Weblapja: www.pu.ac.kharkov.ua.
- Harkivi Műszaki Egyetem: Ukrajna egyik legrégebbi műszaki egyeteme, melyet 1885-ben nyitottak meg. Eredetileg csak két szak létezett: az ipari és a kémiai, viszont mára ez az ország harmadik legnagyobb műszaki egyeteme. A jelenlegi 23 szak évente 4000 diáknak ad helyet, a modern technológiában a számítási, mechanikai és elméleti ﬁzikában. Weblapjai: www.kpi.kharkov.ua (ukrán); www.khpi.narod.ru (orosz).
- Harkivi Közúti Közlekedési Egyetem: Az egyetem a közlekedésre specializálódott. A szakokon járműmechanikát, szállítási rendszerszervezést és -menedzsmentet, útépítést és -tervezést valamint általános szállítási ellátást tanítanak.
- Mecsnyikov Orvostudományi Egyetem: Az egyetemet 1805-ben alapították. Ez Ukrajna első hivatalos egyeteme. A kétszáz éves története alatt sok híres doktor dolgozott itt. A 20. század közepétől az egyetem egy újabb programba fogott bele a külföldi hallgatók számára. Jelenleg itt folyik az ország legmagasabb szintű orvosképzése.
- Harkivi Állami Közgazdaságtudományi Egyetem: 1930-ban alapították. Az oktatás a mezőgazdaság számos területén folyik: vidéki és farmgazdaság, valamint a mezőgazdasághoz tartozó technikai képzések.
- Harkivi Állami Művészeti és Iparművészeti Akadémia: Az akadémián négy fakultációs lehetőség van: zenekari, ének-kórusi, zongorai és színházi. Mindezekkel megfelelő oktatást nyújt a zenéhez és a drámához.
- Harkivi Állami Építészeti és Építőmérnöki Egyetem: Az egyetem tizenháromféle képzéssel szolgál az építészethez, és a hozzá kapcsolódó gazdasághoz és gépészethez. Ma az egyetem jó oktatási programmal rendelkezik idegen nyelvű diákok részére, és különböző kutatás-magyarázó projektjeik vannak.
- Nemzeti Belügyi Egyetem: Az egyetemen különböző szakokon oktatnak nemzet- és közbiztonságot, kriminalisztikát és a gazdaság és szociológia kapcsolódó tanait.
- Nemzeti Gyógyszerészeti Egyetem: Az egyetemet 1805-ben hozták létre a Harkivi Nemzeti Egyetem részeként. Az egyetem szakértőket képez minden gyógyszerészettel kapcsolatos dologban: a gyógyszerfejlesztéstől a tudományos kutatásokon át a minőség-ellenőrzésig, valamint a kapcsolódó pszichológiai tanokig.
- Ukrán Népi Akadémia:

### Sport
Harkiv Ukrajna egyik legnagyobb városa, ahol a sport komoly szerepet tölt be. A legnépszerűbb sportág a labdarúgás. A városnak két csapata is szerepel az ukrajnai első osztályban:
- FK Metaliszt Harkiv
- FK Harkiv (hazai mérkőzéseit nem Harkivban, hanem Szumiban rendezi)

| Csapat neve         | Stadionja                     |
| ------------------- | ----------------------------- |
| FK Metaliszt Harkiv | Metaliszt Stadion             |
| FK Harkiv           | Juvilejnij Stadion (Szumiban) |
| Heliosz Harkiv      | Dinamo Stadion                |
| Arszenal Harkiv     | Arszenal-Bavarija Stadion     |

### Híres emberek
A városban az alábbi híres emberek születtek:
| - Vlagyimir Bobri – grafikus, író, komponista, pedagógus és gitártörténész - Sergei Bortkiewicz (Сергій Едуардович Борткевич) – orosz Romantikus komponista és zongorista - Leonyid Fjodorovics Bikov – szovjet színész, filmrendező és forgatókönyvíró - Adolphe Mouron Cassandre – ukrán–francia festő, reklámposzter művész és betűképtervező - Vlagyimir Gersunovics Drinfeld – matematikus - Valentyina Sztepanovna Grizodubova – a Szovjetunió első pilótanőinek egyike - Ljudmila Markovna Gurcsenko – szovjet és orosz színész, énekes és szórakoztató - Mihail Ioszifovics Gurevics – mérnök, repülőgép-tervező, a Mikojan–Gurevics-tervezőiroda egyik vezetője - Mihail Naumovics Gurjevics – ukrán sakkozó - Makszim Szerhijovics Kalinicsenko – ukrán labdarúgó - Hnat Martinovics Hotkevics – író, néprajztudós, komponista, bandurista - Mihail Iljics Koskin – a szovjet T-34-es tank főkonstruktőre - Olgh Kraszko – ukrán színésznő - Jakov Landa – orosz író, 1948–2005 - Eduard Limonov – író, költő és vitakedvelő politikus. | - Lev Davidovics Landau – kiemelkedő szovjet Nobel-díjas ﬁzikus - Jevgenyij Mihajlovics Lifsic – vezető szovjet ﬁzikus - Gleb Jevgenyjevics Lozino-Lozinszkij – mérnök, repülőgép-tervező, a Buran ürrepülőgép főkonstruktőre - Irina Natanovna Pressz – ukrán olimpiai aranyérmes atléta - Tamara Natanovna Pressz – szovjet diszkoszvető - Olekszandr Sztepanovics Scsetyinszkij – komponista - Eugen Schauman – finn nacionalista, ő ölte meg az orosz Nyikolaj Ivanovics Bobrikov tábornokot, 1904-ben - Alexandr Iljics Ziloti – orosz zongorista, karmester és komponista - Karina Szmirnova – ukrán professzionális világbajnok táncos, a Dancing with the Stars főszereplője - Jura Soyfer – osztrák politikai újság- és kabaréíró - Sergei Sviatchenko – ukrán festő - Otto Ljudvigovics Sztruve – orosz–amerikai csillagász - Mark Jevgenyjevics Tajmanov – vezető ukrán sakkjátékos és koncertzongorista - Nyikolaj Alekszandrovics Tyihonov – a Szovjetunió miniszterelnöke - Vlagyimir Vlagyimirovics Vaszjutyin – ukrán származású szovjet űrhajós - Alexander Winkler – komponista, zongorista, 1865–1935 - Itt született Alekszej Pavlovics Bibik (1878–1976) orosz származású író, novellista, regényíró. |

Itt esett el 1943-ban Herbert Weinelt csehországi német történész, filológus, várkutató, katona.

### Közlekedés
Harkiv Ukrajna egyik legnagyobb közlekedési csomópontja, mivel közvetlen kapcsolata van a világ több városával légi-, vízi- és szárazföldi úton (vas- és autóúton). Ebből következetesen a városban is sokféle közlekedési mód is megtalálható. Pl.: tömegközlekedés, taxi, vonat- és légiforgalom.

#### Tömegközlekedés
A harkivi tömegközlekedés sokféle közlekedési módot foglal magába.
Metró: (ukránul: Харківське метро; oroszul: Харьковское метро) A harkivi metró a város egyik leggyorsabb közlekedési eszköze, mely három útvonalon, 28 állomáson át közlekedik. Az első vonal 1975-ben nyílt meg, s ekkor ez volt Ukrajna második (Kijev után) és a Szovjetunió ötödik metróhálózata.
| # | Név                            | Ukránul                       | Oroszul                       | Nyitás éve | Vonal hossza | Állomások száma |
| - | ------------------------------ | ----------------------------- | ----------------------------- | ---------- | ------------ | --------------- |
| 1 | Holodnohirszko–Zavodszka-vonal | Холодногірсько-Заводська      | Холодногорско-Заводская       | 1975       | 17,3 km      | 13              |
| 2 | Szaltovszka-vonal              | Салтовська (Szaltovszjka)     | Салтовска (Szaltovszka)       | 1984       | 10,3 km      | 8               |
| 3 | Olekszijivszka-vonal           | Олексіївська (Olekszijivszka) | Алексеевская (Alekszejevszka) | 1995       | 7,9 km       | 7               |
|   | Összesen:                      |                               |                               |            | 35,4 km      | 28              |

A harkivi metró terveit akkor kezdték készíteni, amikor a város az Ukrán SZSZK fővárosává vált. 1934-ben, amikor Kijevet tették meg fővárossá, a metróhálózat építése lekerült a napirendről. A ’60-as évek közepén a város tömegközlekedési hálózata elégtelenné vált, így 1968-ban megkezdődhetett a metró építése.
Az első metróvonalat (Holodnohirszko–Zavodszka-vonal) hét évvel később, 1975. augusztus 23-án nyitották meg, mely 10,4 km-nyi pályán és 8 állomáson üzemelt. Bár az állomások nem nyújtanak olyan látványt, mint a moszkvaiak vagy a szentpéterváriak, de a késői ’70-es évek stílusának legszebb képviselői. Az állomásokat tipikus szovjet stílusban tervezték, úgy, hogy az útvonalak háromszög alakban fogják közre a városközpontot. A metró reggel 530 és éjfél közt üzemel, utasainak napi száma meghaladja az egymilliót.
Mivel a város talaja nem egyenletes, a metróállomások mélysége is változó. A 28 állomás közül 6 a mély szinten, a többi a sekély szinten található. A korábbiak tartószerkezete villanyoszlopszerű, míg az újabbaké rendes oszlopokból áll. A sekély szinten található állomások közül 14 pilléres szerkezetű, a maradék nyolc egybefüggő boltozatos. A harkivi metró sekély állomásain állítottak elő először egybefüggő boltozatos állomást.
A metrót két remíz szolgálja, melyekben 320 vagon fér el 59 darab ötkocsis szerelvényként összeállítva. Minden peron száz méter hosszú. A metró a kijevivel ellentétben az Ukrán Közlekedési Minisztériumhoz tartozik, nem privatizálták és nincs az önkormányzat kezében sem. 2005 augusztusában a minisztérium át akarta adni a metrót a városi közigazgatásnak.

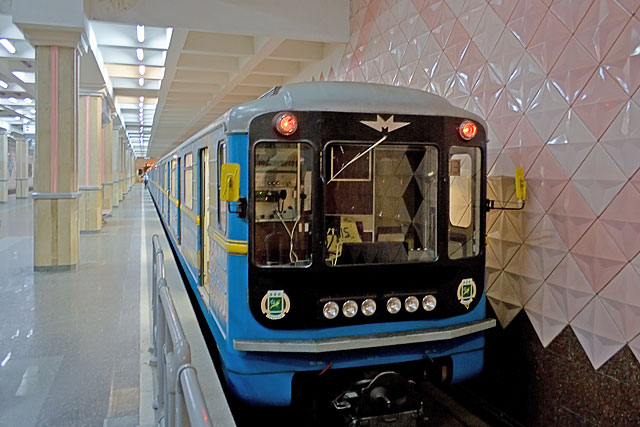
Metrószerelvény (81-718.2-es model) az „Augusztus 23” (23 Szerpnya^{(ua)}/23 Avguszta^{(ru)}) megállóban

A helyi buszok évente körülbelül 12 millió utast szolgálnak ki.
A városban megtalálható tömegközlekedési eszköz még a troli és a villamos.
A város közlekedési vállalata 2006-ban ünnepelte 100. születésnapját.
Vannak még ún. iránytaxik (marsrutkák), amik magánfuvarozók mikrobuszai.

#### Vasút
A város első vasútvonala 1869-ben nyílt meg a Kurszk–Harkiv–Azov vonalon. Az első mozdonyt 1869. május 22-én hozták északról.
Harkiv vasútállomását 1901-ben újították föl, majd a második világháborúban megsemmisült. A jelenleg is meglévő vasútállomást 1952-ben építették (Harkivi Déli pályaudvar).
A városban rendelkezésre álló különféle vasúti szállítási módszerek: a vasúti szerelvények és az elővárosi vonatok (elektricska).

#### Légi közlekedés
Harkivban jelenleg egy nemzetközi repülőtér található, amely naponta kb. 200 járatot indít és fogad, és ezek közül majdnem mind utasszállító. A Harkiv Osnova repülőtér (Міжнародний аеропорт Харків(ua); Междунаро́дный аэропо́рт Ха́рьков(ru)) nemzetközi státusza még viszonylag új. Maga a repülőtér nem nagy, a város déli határánál helyezkedik el. Kijevbe és Moszkvába minden nap indulnak gépek, valamint Isztambulba, Bécsbe és más uticélokba is indítanak rendszeres járatokat. A charter-járatok szintén elérhetőek.
Az Észak-harkivi Repülőtér egy gyári leszállópályából áll, és a Tupoljev cég jelentős termelési színtere volt.
A korábbi legnagyobb harkivi repülőtér – Aeromoszt-Harkiv – 2007 óta nem indít semmilyen rendszeres járatot. Tanácskoznak egy új építésén is az orosz határ mellett, ami Harkivot és az orosz Belgorodot is kiszolgálná.

## Egyéb érdekességek

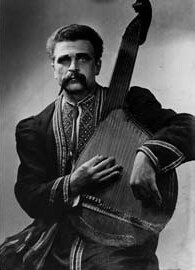
Harkiv-stílusban játszó bandurás: Hrihori Bazsul

2008. szeptember 12-én koncertet szerveztek Harkivban az AIDS elleni küzdelemnek szentelve, mert Harkiv városban a második legnagyobb az AIDS-fertőzöttek aránya. Queen + Paul Rodgers lépett fel, és a Bijou című dalt adták elő.

## Nemzetközi együttműködés

### Testvérvárosok
A városa az alábbi városokkal tart fenn testvérvárosi kapcsolatot:
- Belgorod (Oroszország)
- Bologna (Olaszország)
- Brno (Csehország)
- Cincinnati (Amerikai Egyesült Államok)
- Daugavpils (Lettország)
- Kaunas (Litvánia)
- Kutaiszi (Grúzia)
- Lille (Franciaország)
- Moszkva (Oroszország)
- Nyizsnyij Novgorod (Oroszország)
- Nürnberg (Németország)
- Poznań (Lengyelország)
- Risón Lecijón (Izrael)
- Szentpétervár (Oroszország)
- Tiencsin (Kína)
- Jinan (Kína)
- Várna (Bulgária)

## Galéria

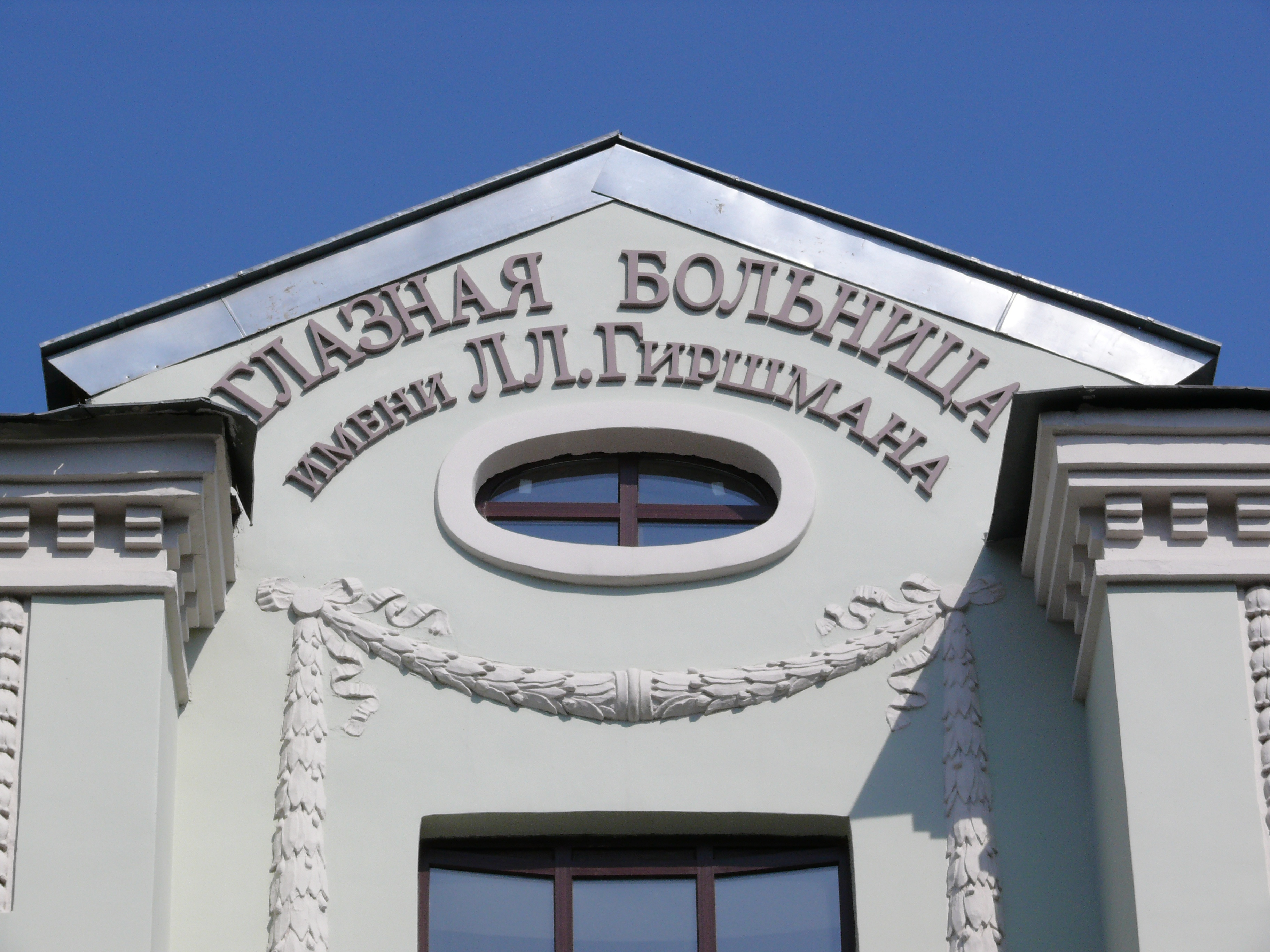
A Hirsman kórház
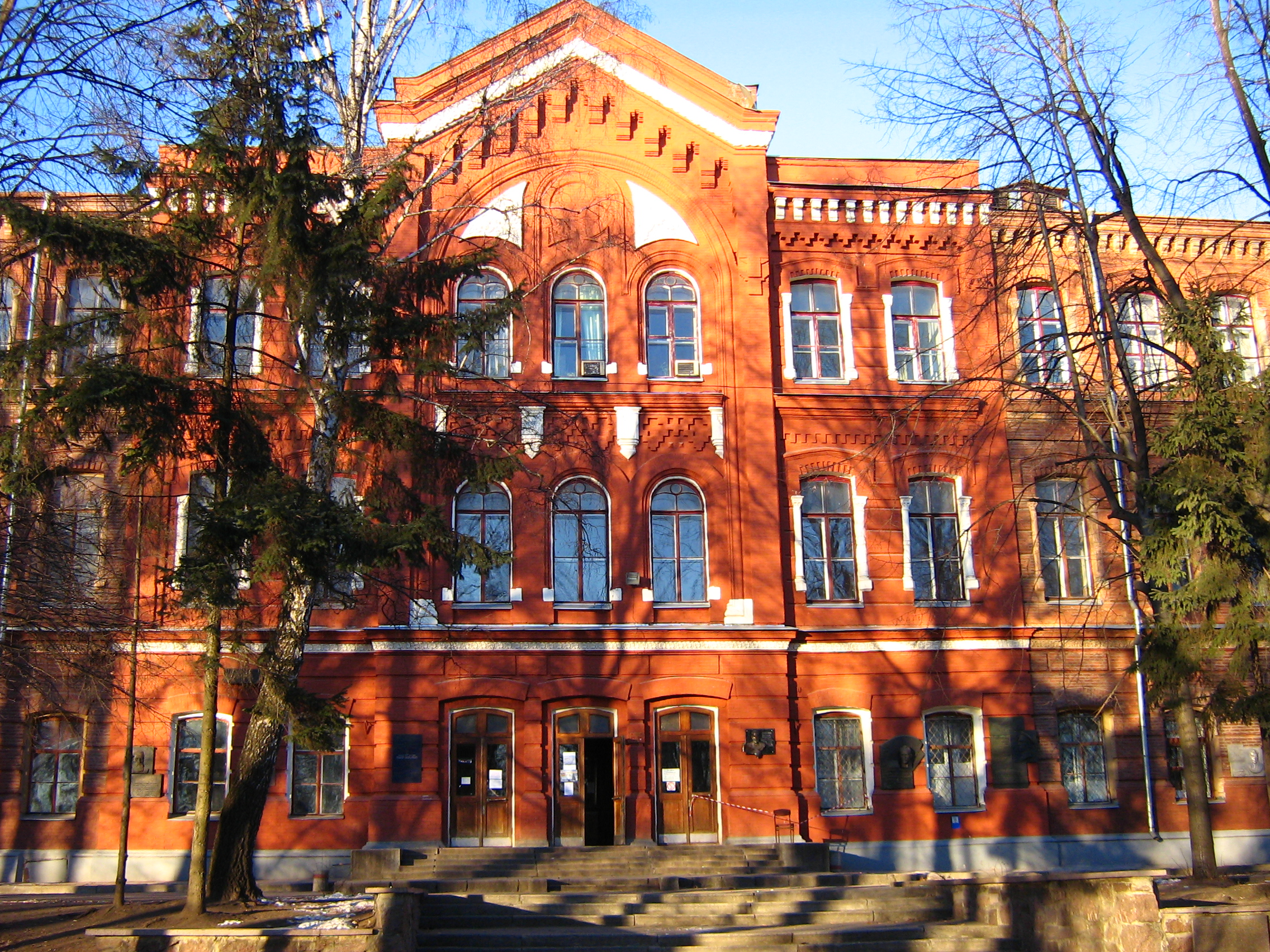
A Harkivi Műszaki Egyetem
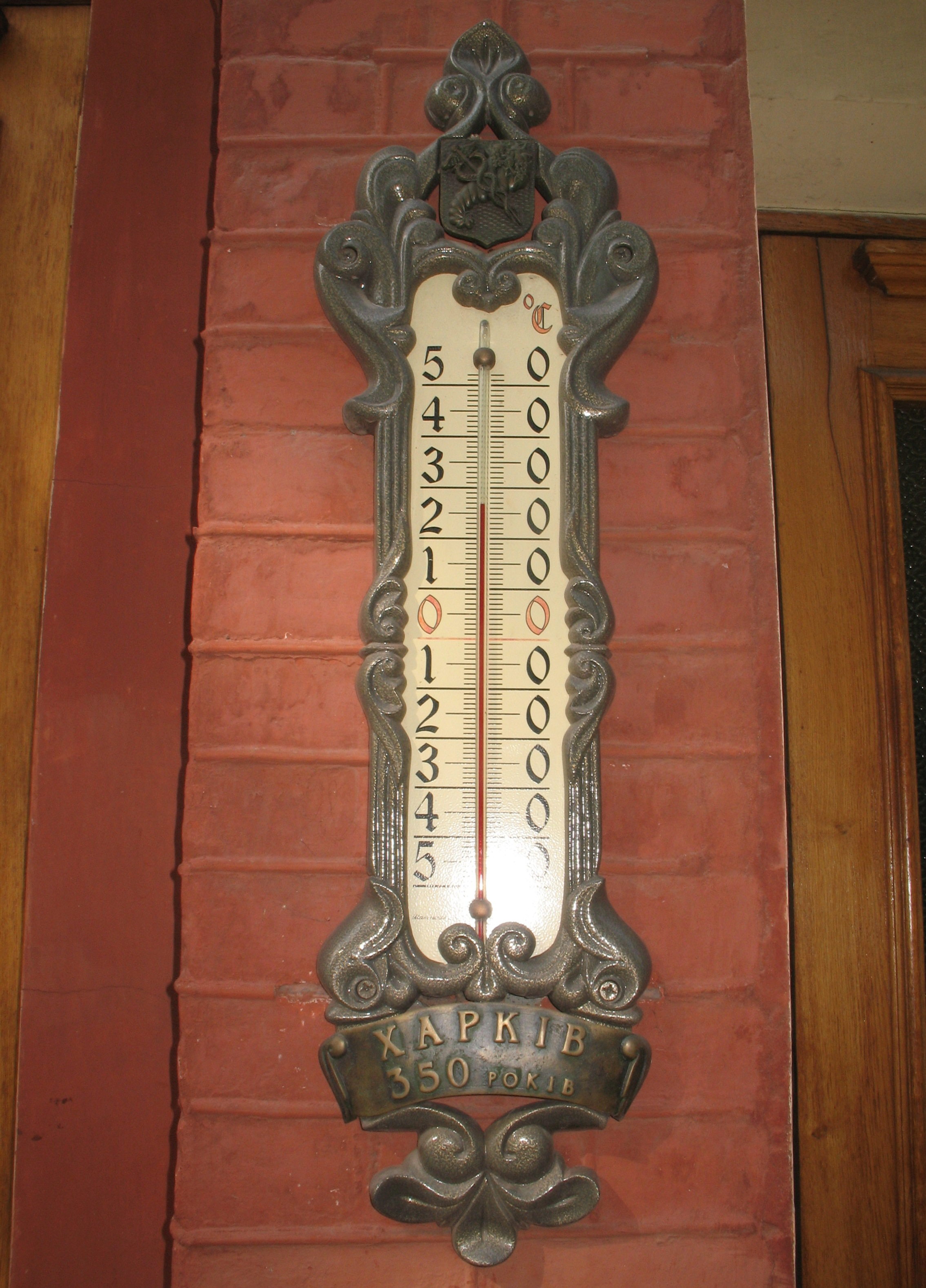
Érdekes hőmérő a Harkivi Műszaki Egyetemen
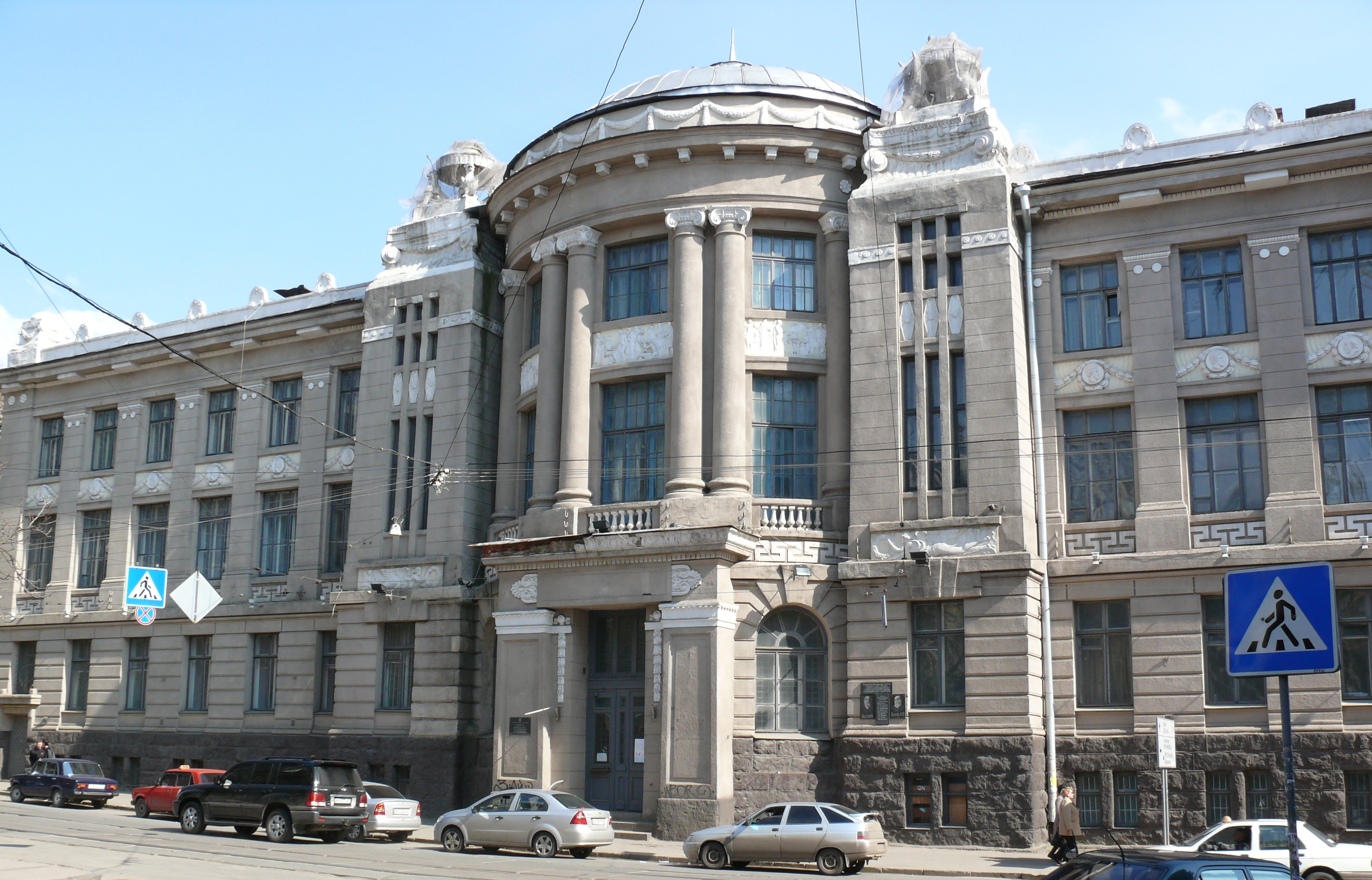
A Mecsnyikov Orvostudományi Egyetem
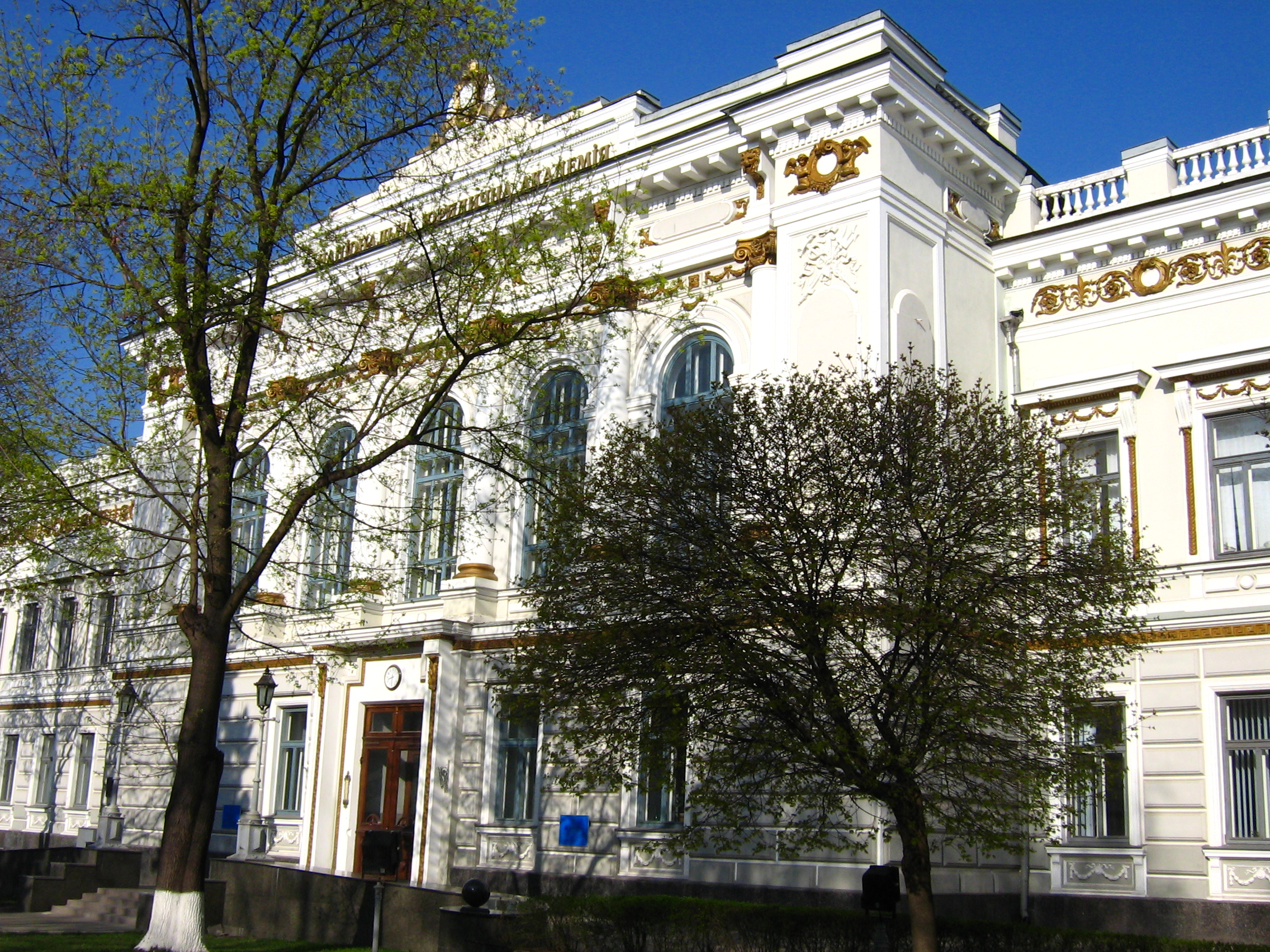
A Jogi Akadémia
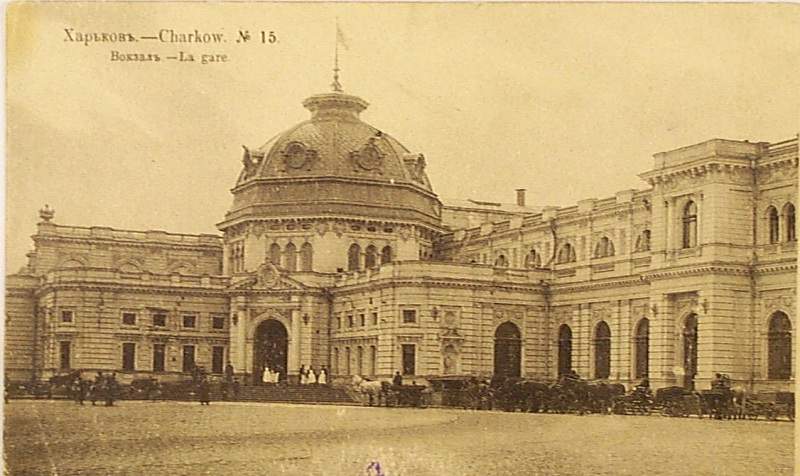
A régi harkivi pályaudvar
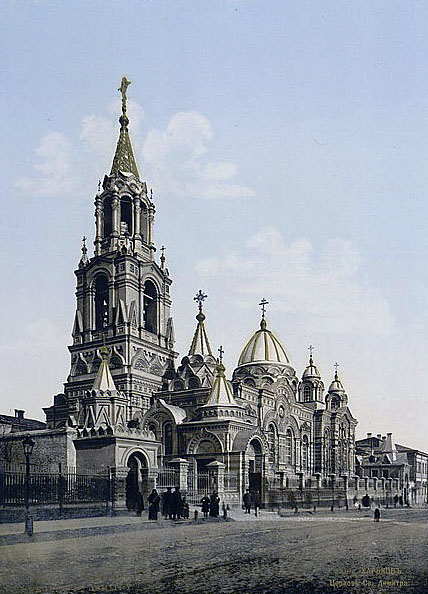
A harkivi Szent Demetrius-székesegyház
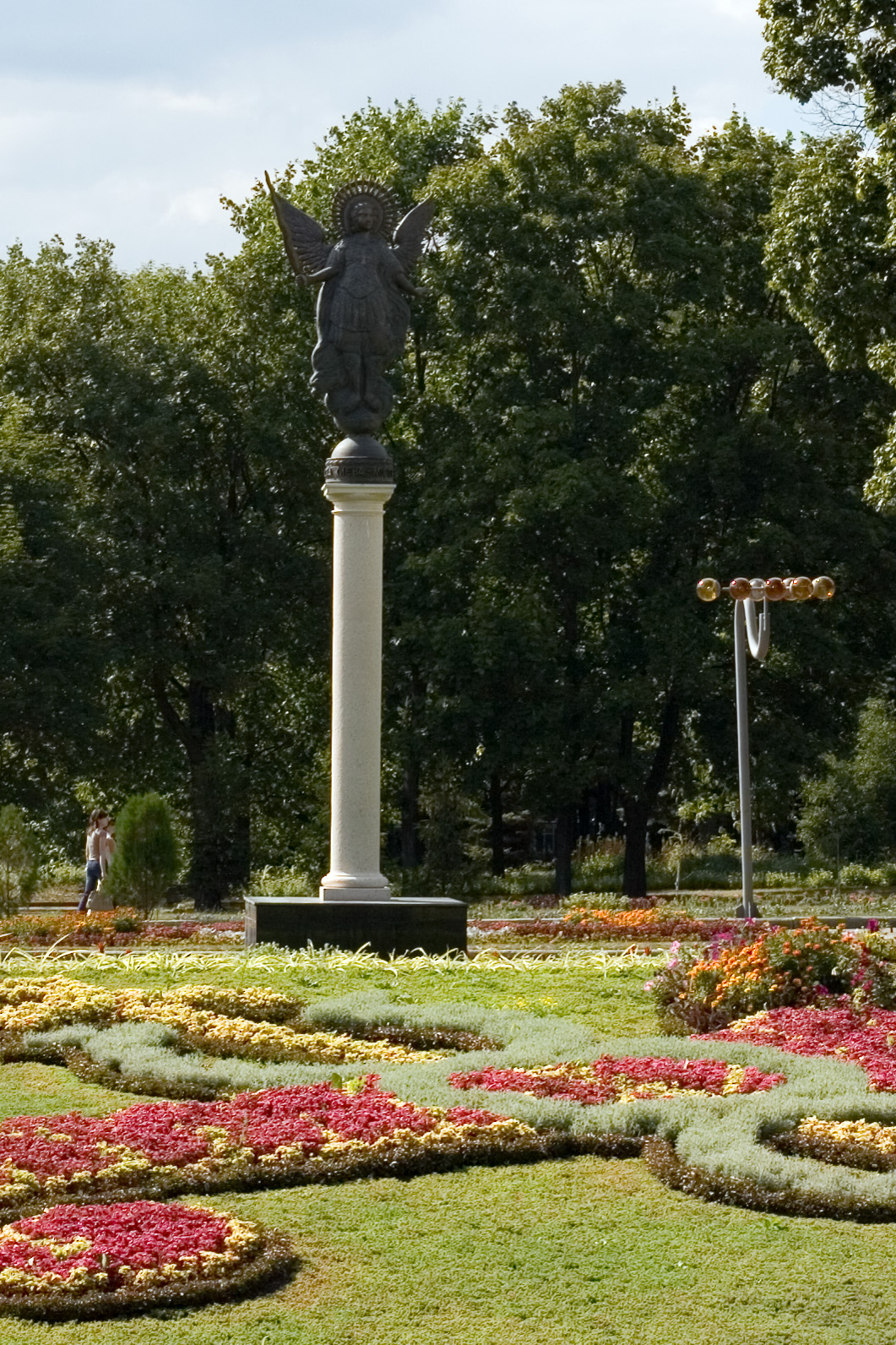
A Sevcsenko-park
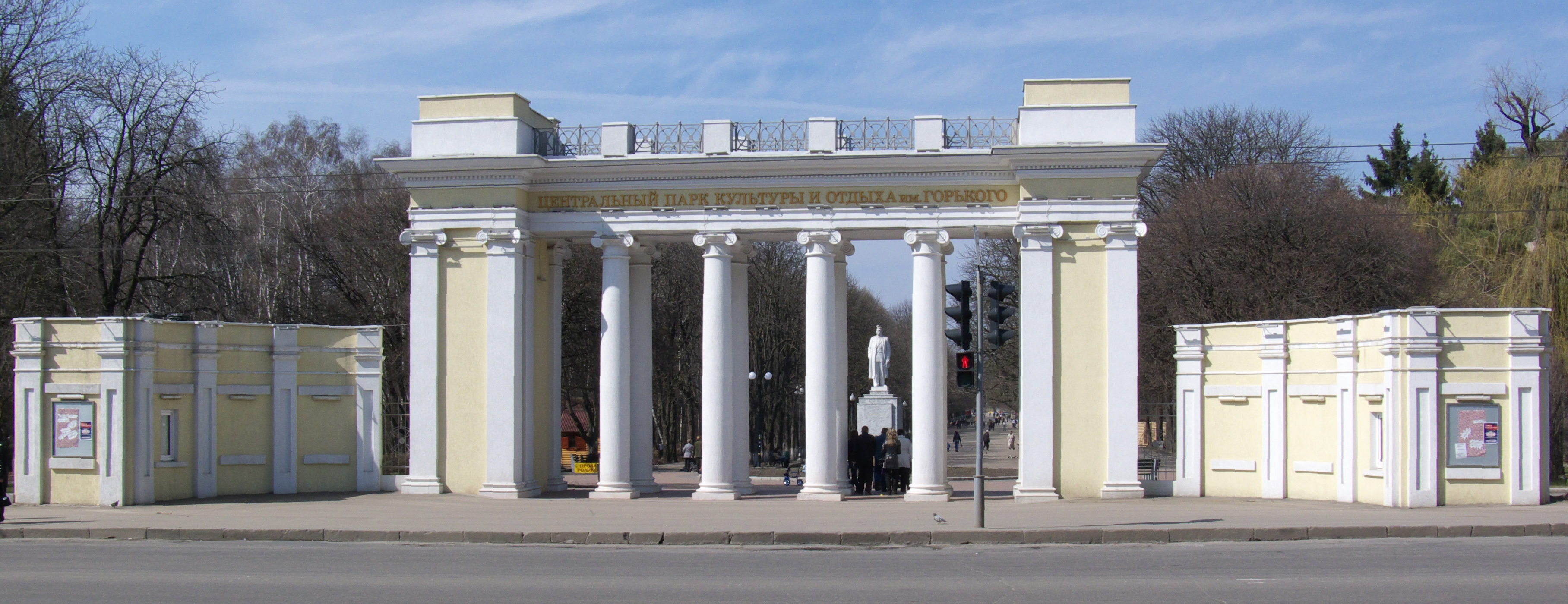
A Gorkij-park bejárata
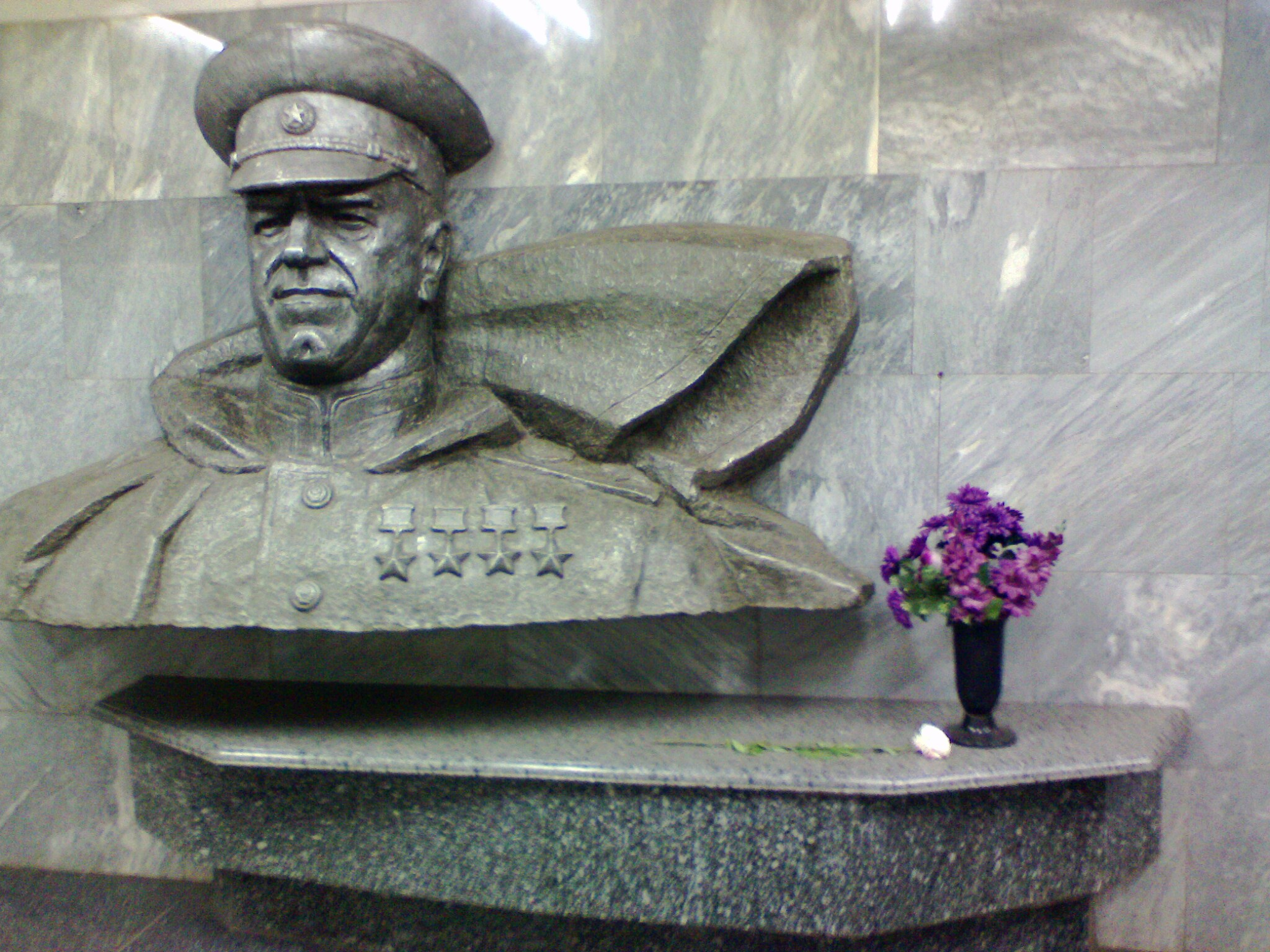
Zsukov marsall emlékműve a metróban
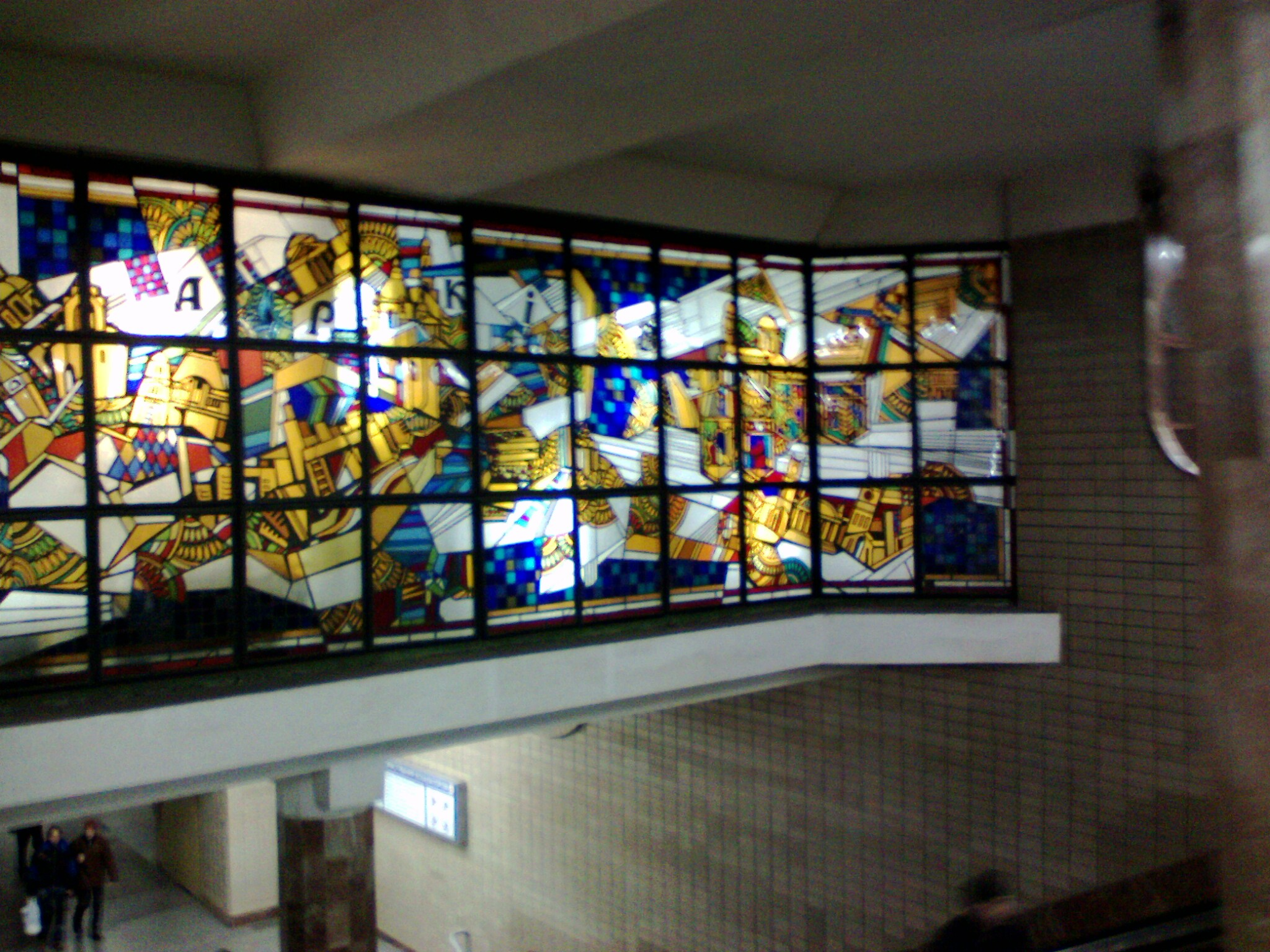
A metró
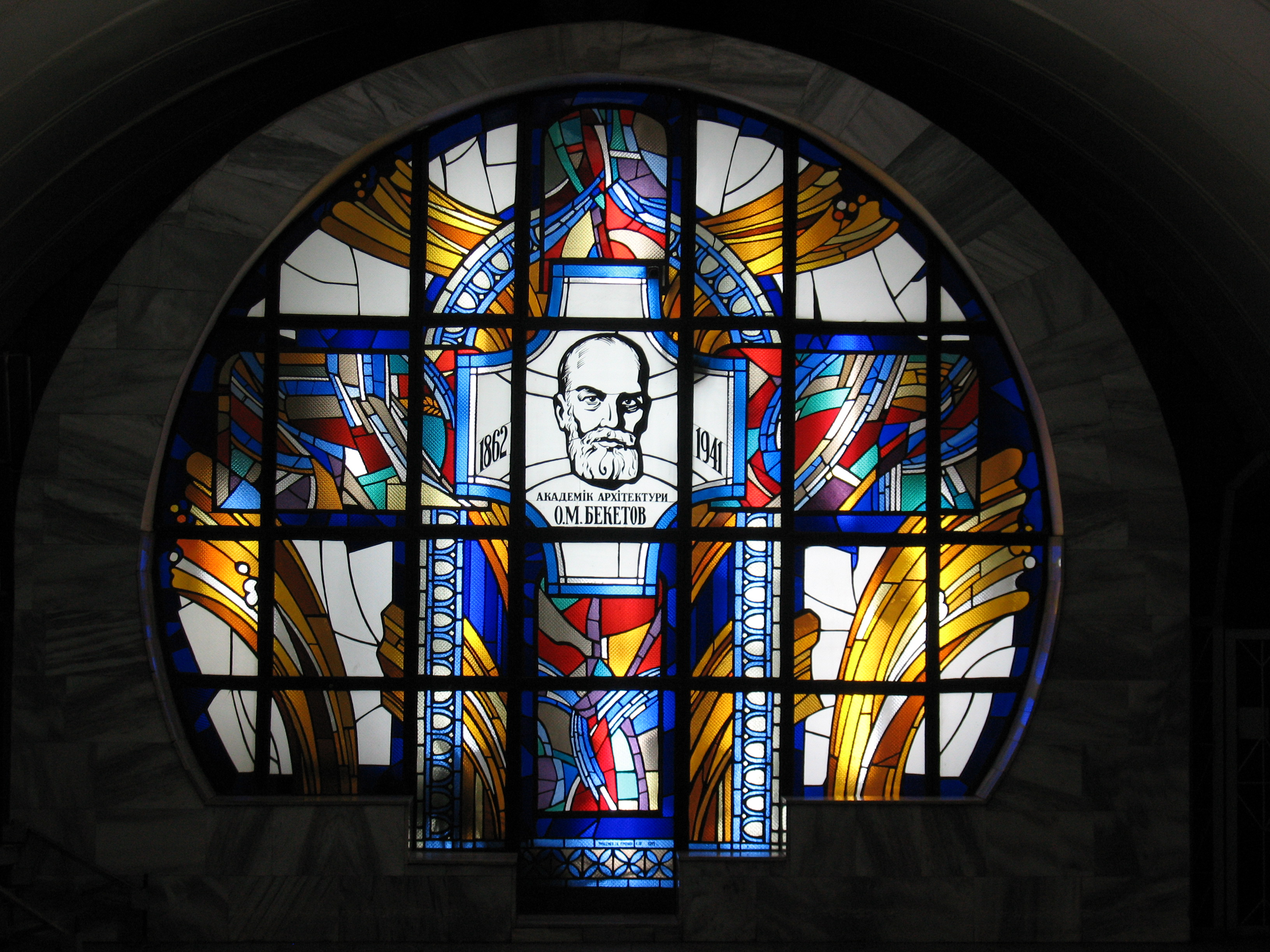
A metró
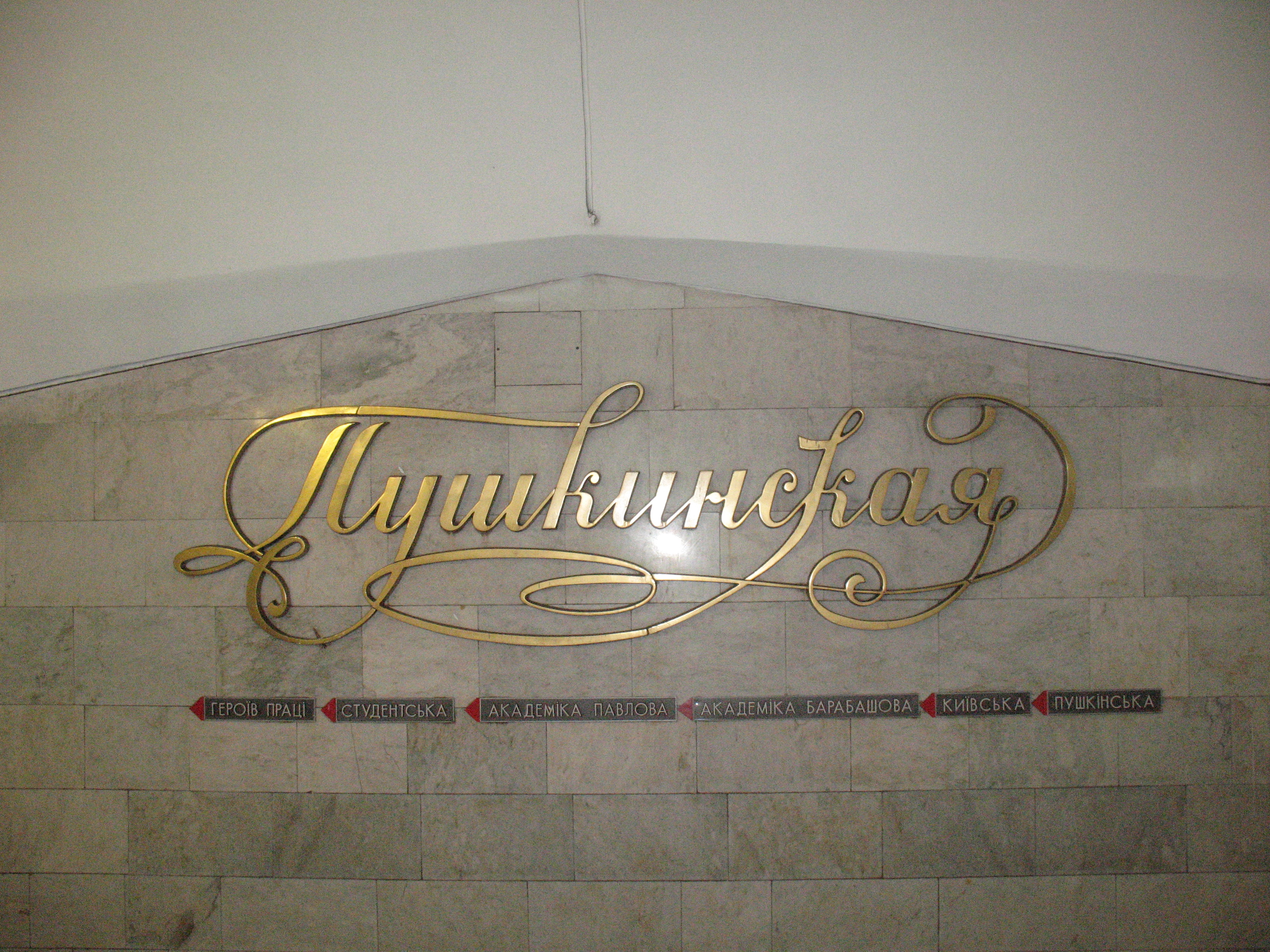
A Puskinszka állomás felirata
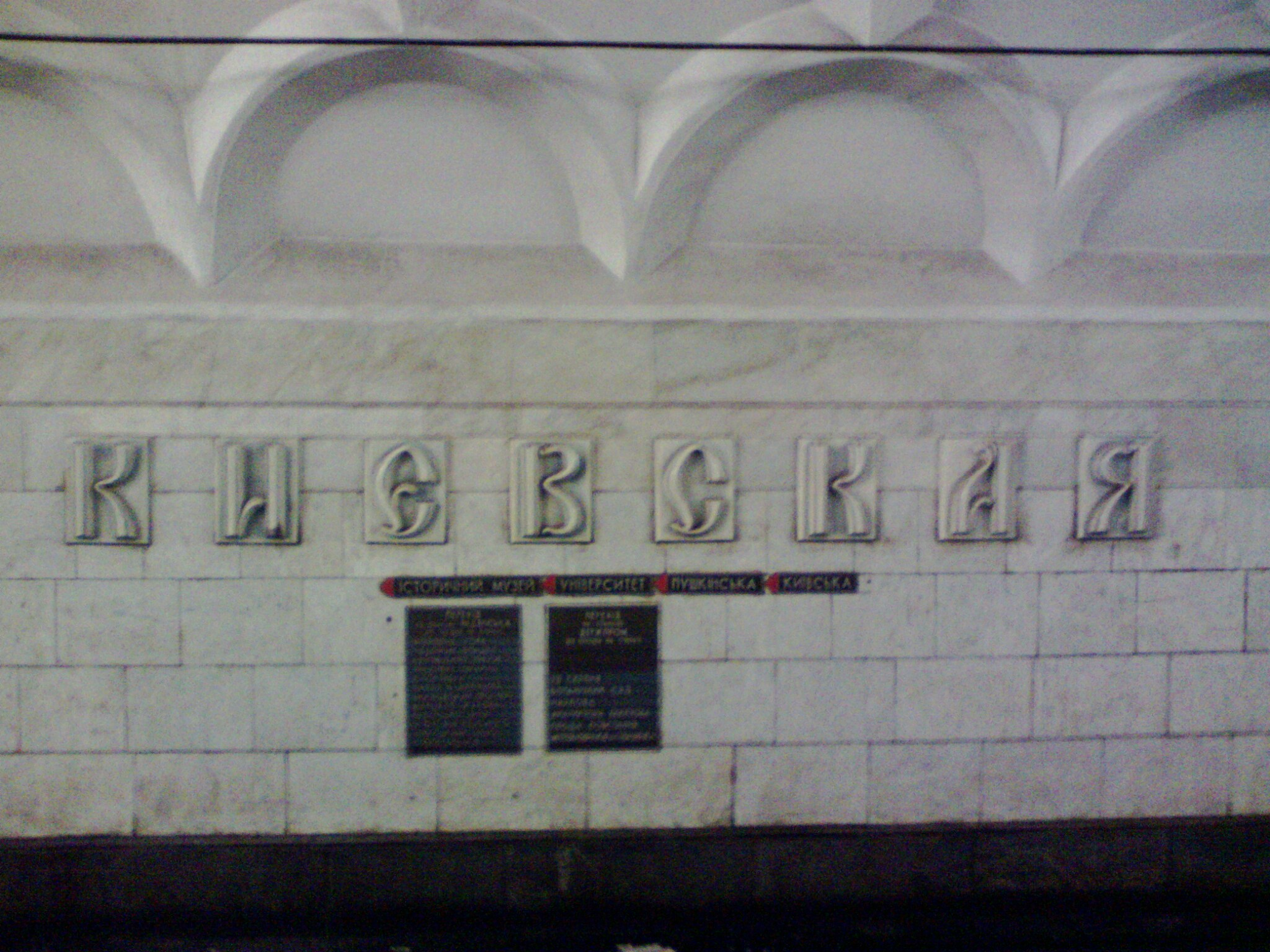
A Kijevszka állomás felirata
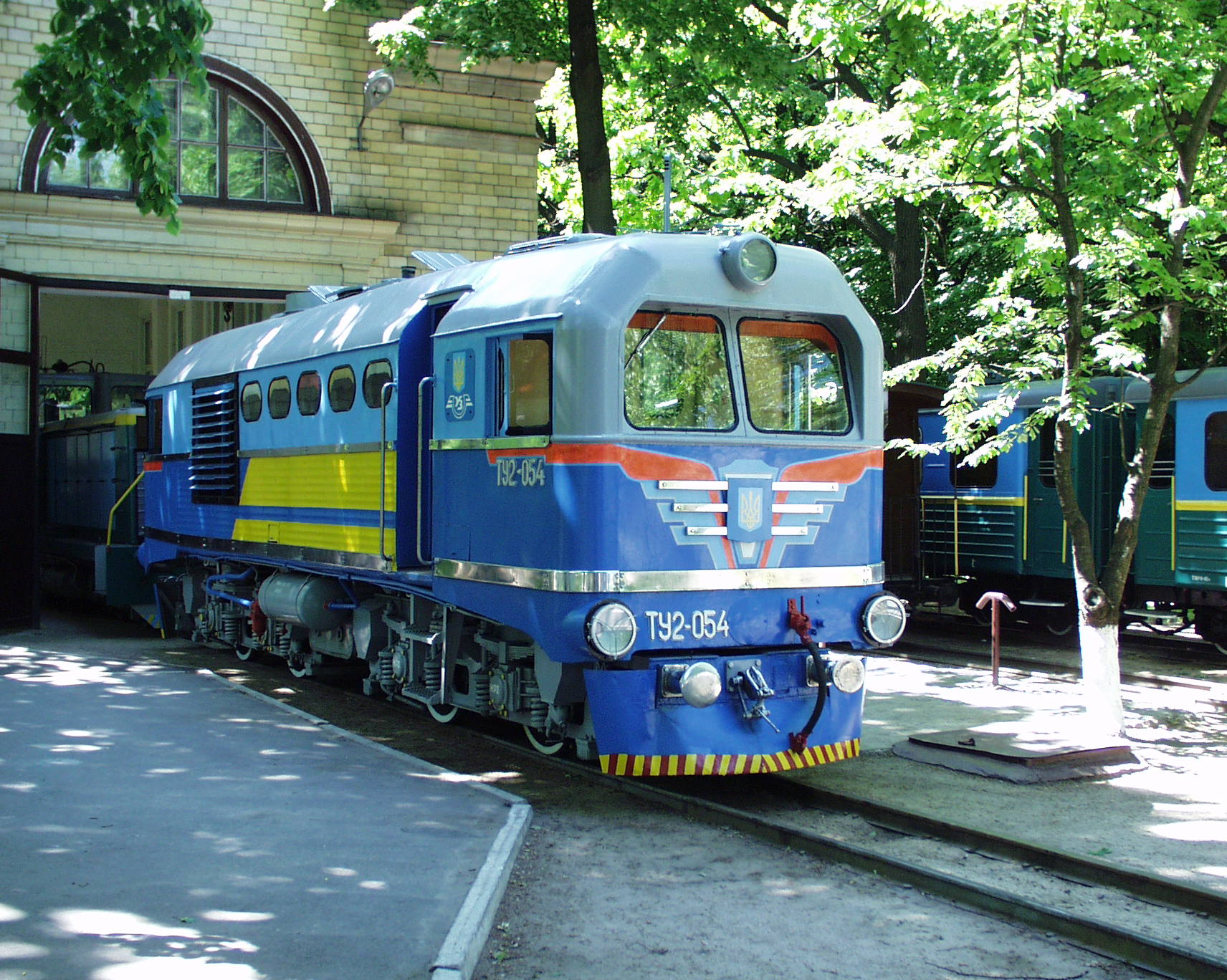
A gyermekvasút TU2-es dízelmozdonya

## Fordítás
- Ez a szócikk részben vagy egészben  a   Kharkiv című angol Wikipédia-szócikk fordításán alapul.  Az eredeti cikk szerkesztőit annak laptörténete sorolja fel. Ez a jelzés csupán a megfogalmazás eredetét és a szerzői jogokat jelzi, nem szolgál a cikkben szereplő információk forrásmegjelöléseként.
- Ez a szócikk részben vagy egészben  a   First Battle of Kharkov című angol Wikipédia-szócikk fordításán alapul.  Az eredeti cikk szerkesztőit annak laptörténete sorolja fel. Ez a jelzés csupán a megfogalmazás eredetét és a szerzői jogokat jelzi, nem szolgál a cikkben szereplő információk forrásmegjelöléseként.
- Ez a szócikk részben vagy egészben  a   Kharkiv Metro című angol Wikipédia-szócikk fordításán alapul.  Az eredeti cikk szerkesztőit annak laptörténete sorolja fel. Ez a jelzés csupán a megfogalmazás eredetét és a szerzői jogokat jelzi, nem szolgál a cikkben szereplő információk forrásmegjelöléseként.